# Xung đột đảng phái Việt Nam Dân chủ Cộng hòa
Sau khi Đảng Cộng sản Đông Dương được thành lập năm 1930, xung đột đảng phái bắt đầu xuất hiện. Điển hình là tranh cãi và bút chiến giữa Đảng Cộng sản, Việt Nam Quốc dân Đảng, Đại Việt Quốc dân Đảng, Đệ Tứ Quốc tế... Tuy nhiên xung đột chưa thực sự bùng nổ mà chỉ thể hiện qua bút chiến và khẩu chiến trên báo chí. Năm 1941 Việt Nam Độc lập Đồng minh (tức Việt Minh) được Nguyễn Ái Quốc thành lập tại Pác Bó, Cao Bằng để đoàn kết các đảng phái, tổ chức, đoàn thể khác nhau chống lại Đế quốc Nhật và Thực dân Pháp. Lúc này Việt Minh bắt đầu xung khắc với các đảng phái khác của người Việt tại Trung Quốc, điển hình là Việt Nam Cách mệnh Đồng minh Hội, Việt Nam Phục quốc Đồng minh Hội...
Xung đột chỉ thực sự bùng nổ sau Cách mạng Tháng Tám thành công do Việt Minh lãnh đạo và nước Việt Nam Dân chủ Cộng hòa ra đời vào ngày 2/9/1945. Hồ Chí Minh trở thành Chủ tịch nước Việt Nam độc lập đầu tiên. Việt Minh giành chiến thắng, các phe phái đối lập bị đánh dẹp và suy yếu. Một số phe phái hợp tác với Pháp và Bảo Đại để thành lập Quốc gia Việt Nam vào ngày 2 tháng 7 năm 1949.

## Bối cảnh
Trước năm 1945, Đảng Cộng sản Đông Dương và các đảng phái Quốc gia khác tuy có ý thức hệ khác nhau nhưng vẫn có chung nền tảng giáo dục, thường xuyên có sự hợp tác và đôi khi có cùng quan hệ huyết thống hoặc hôn nhân. Trong giai đoạn 1924 - 1927, ở miền Nam Trung Quốc, các nhóm người Việt chống thực dân Pháp đa dạng tương tác với nhau, với cả người Trung Quốc, Triều Tiên và các dân tộc khác. Từ năm 1941 đến 1944 ở miền nam Trung Quốc, Đảng Cộng sản Đông Dương, Việt Nam Quốc dân Đảng (Việt Quốc) và Việt Nam Cách mệnh Đồng minh Hội (Việt Cách) cùng tham gia vào mặt trận chống Nhật, đôi khi tố giác nhau với chính quyền Trung Quốc, nhưng không bắt cóc hoặc ám sát lẫn nhau. Chính sự cạnh tranh để kết nạp thành viên, thu nhận viện trợ cũng như sự bảo trợ của người Trung Quốc, hơn là sự khác biệt về ý thức hệ, mới là nguyên nhân khiến căng thẳng giữa các tổ chức lưu vong gia tăng.
Trong nước, Đảng Cộng sản Đông Dương cũng từng hợp tác với những người Trotskyist tại Nam Kỳ trong giai đoạn 1933-1937. Hai bên sau đó chỉ trích nhau chẳng hạn thành viên của Quốc tế Thứ ba (Đảng Cộng sản Đông Dương) và Quốc tế Thứ tư (những người Trotskyist) cáo buộc lẫn nhau là phục vụ lợi ích đế quốc. Ban đầu cuộc tranh đấu chỉ trong phạm vi báo chí, truyền thông. Đến năm 1945 thì nhiều phe đã dùng vũ lực để tiêu diệt lẫn nhau.
Quốc dân Đại hội Tân Trào do Việt Minh tổ chức ngày 16/8/1945, trước khi Việt Minh nắm chính quyền, xác định 10 chính sách lớn trong đó chính sách đầu tiên là "Phản đối xâm lược; Tiêu trừ Việt gian. Lập nên một nước Việt Nam Dân chủ Cộng hòa hoàn toàn độc lập". Theo hồi ký của tướng Võ Nguyên Giáp, dù được Việt Minh trao nhiều ưu đãi (được nhường 70 ghế đại biểu Quốc hội mà không cần bầu cử, được giao một số chức vụ cao trong nhà nước) nhưng một số đảng phái như Việt Quốc, Việt Cách, Đại Việt... vẫn không bằng lòng với địa vị chính trị của mình và đã tìm nhiều cách lật đổ Việt Minh nhằm chiếm chính quyền. Theo sử gia David G. Marr, đó là một thời kỳ đầy hận thù, phản bội và giết chóc. Cho tới tháng 8 năm 1946, các đảng phái đối lập, ngoại trừ Giáo hội Công giáo, đều bị phá vỡ, vô hiệu hóa, hoặc buộc phải lưu vong.
Chiến tranh Thế giới thứ hai kết thúc, Đế quốc Nhật Bản đầu hàng và Khối Đồng minh phân chia Việt Nam tạm thời ở vĩ tuyến 16 để giải giáp quân Nhật: 
- Quốc quân Trung Hoa Dân quốc tiến vào miền bắc Việt Nam vào ngày 21/8/1945[11], một số thông tin cho là ngày 27/8/1945[12]; do tướng Tiêu Văn và Lư Hán chỉ huy; sự kiện này được gọi là Hoa quân nhập Việt
- Quân đội Anh cùng với Quân đội Pháp tiến vào miền nam Việt Nam vào ngày 13/9/1945[13]; do tướng Anh Douglas Gracey và tướng Pháp Philippe Leclerc de Hauteclocque chỉ huy; quân Anh và Pháp nổ súng tấn công chính quyền Việt Minh vào ngày 23/9/1945[14] bắt đầu thời kỳ Nam Bộ kháng chiến

## Lực lượng và phe phái

### Việt Nam Dân chủ Cộng hòa và Việt Minh
Sau khi thành lập, Hồ Chí Minh trở thành Chủ tịch nước Việt Nam Dân chủ Cộng hòa kiêm nhiệm Thủ tướng.
Việt Minh là lực lượng chính yếu thành lập Chính phủ Việt Nam Dân chủ Cộng hòa, giai đoạn này Chủ nhiệm Tổng bộ là Nguyễn Lương Bằng và Bí thư Tổng bộ là Hoàng Quốc Việt. Các tổ chức thành viên nòng cốt gồm có:
- Đảng Cộng sản Đông Dương[15][16]: tổ chức sáng lập Việt Minh năm 1941 và đóng vai trò nòng cốt; lúc này đã tự giải tán và hoạt động với tên gọi Hội Nghiên cứu Chủ nghĩa Marx ở Đông Dương; Tổng Bí thư lúc này là Trường Chinh
- Đảng Dân chủ Việt Nam[17]: gia nhập năm 1944; Tổng Thư ký lúc này là Dương Đức Hiền
- Đảng Xã hội Việt Nam[18]: gia nhập năm 1946; Tổng Thư ký lúc này là Phan Tư Nghĩa
- Thanh niên Tiền phong[19]: gia nhập năm 1945; Chủ tịch lúc này là Phạm Ngọc Thạch
- Bộ đội Bình Xuyên[20]: gia nhập năm 1945; thủ lĩnh lúc này là Dương Văn Dương; về sau một nhóm của Lê Văn Viễn tách ra quy thuận Pháp[21]; các nhóm chống Pháp của Dương Văn Hà, Huỳnh Văn Trí và Mai Văn Vĩnh được sáp nhập vào Vệ quốc đoàn
- Cứu quốc quân[22]: sáp nhập với Việt Nam Tuyên truyền Giải phóng quân năm 1945; chỉ huy lúc này là Chu Văn Tấn

Nhiều tổ chức tôn giáo bị chia rẽ, một số quay sang ủng hộ Pháp, nhưng một số ủng hộ Việt Minh và tham gia kháng chiến như:
- Hội Phật giáo Cứu quốc[23][24][25]: Thích Tịnh Khiết, Thích Minh Nguyệt. Thích Tâm An, Thích Thanh Chân, Thích Trí Thủ, Thích Mật Thể, Thích Thế Long, Thích Thiện Minh, Thích Trí Quang, Thích Trí Độ, Thích Thanh Tứ, Minh Tịnh...
- Hội Cao Đài Cứu quốc 12 Phái Hợp nhất[26][27], bao gồm Cao Đài Minh Chơn Đạo, Cao Đài Tiên Thiên và Cao Đài Ban Chỉnh Đạo: Cao Triều Phát, Nguyễn Văn Ngợi, Nguyễn Ngọc Tương, Nguyễn Ngọc Bích, Nguyễn Ngọc Nhựt...
- Hội Công giáo Cứu quốc[28], Hội Công giáo Kháng chiến[29]: Vũ Đình Tụng, Ngô Tử Hạ, Đa Minh Maria Hồ Ngọc Cẩn, Phêrô Võ Thành Trinh, Gioakim Nguyễn Bá Luật, Phêrô Phạm Bá Trực...
- Hội Hòa Hảo Kháng chiến[30][31]: một số tín đồ Hòa Hảo theo kháng chiến, nhưng chưa được ghi chép rõ ràng, một chức sắc nổi bật theo kháng chiến lúc này là Huỳnh Thiện Từ
- Hội thánh Tin Lành (nhóm chống Pháp)[32]: Bùi Hoành Thử, Dương Tự Ấp, mục sư Trần Văn Đệ...

Ngoài ra Mặt trận Việt Minh cũng thành lập nhiều tổ chức xã hội để tranh thủ sự ủng hộ từ mọi tầng lớp nhân dân, có thể kể đến:
- Hội Liên hiệp Quốc dân Việt Nam[33][34]: thành lập ngày 29/5/1946; bao gồm nhiều đoàn thể xã hội khác nhau; Hội trưởng lúc này là Huỳnh Thúc Kháng; năm 1951 hợp nhất với Việt Minh thành Mặt trận Liên Việt
  - Đoàn Thanh niên Cứu quốc[35][36]: thành lập ngày 26/3/1931 với tên gốc là Đoàn Thanh niên Cộng sản Đông Dương; mở rộng và hợp nhất với các đoàn Thanh niên Dân chủ, Thanh niên Tiền phong và Thanh niên Giải phóng vào ngày 7/2/1950; nay là Đoàn Thanh niên Cộng sản Hồ Chí Minh
  - Đoàn Phụ nữ Cứu quốc[37]: thành lập ngày 16/6/1941, nay là Hội Liên hiệp Phụ nữ Việt Nam
  - Đội Thiếu nhi cứu quốc[38]: thành lập ngày 15/5/1941 với tên gốc là Đội Nhi đồng Cứu quốc; sau hợp nhất với Đội Thiếu niên Tiền phong vào năm 1946; nay là Đội Thiếu niên Tiền phong Hồ Chí Minh
  - Hội Hồng thập tự[39]: thành lập ngày 23/11/1946, nay là Hội Chữ thập đỏ Việt Nam
  - Hội Công nhân Cứu quốc[40]: thành lập tháng 5/1941, nay là Tổng Liên đoàn Lao động Việt Nam

Tổ chức quân sự và an ninh chính thức của Việt Nam Dân chủ Cộng hòa, do Việt Minh trực tiếp chỉ đạo là:
- Việt Nam Tuyên truyền Giải phóng quân[41]: thành lập ngày 22/12/1944; sau hợp nhất với Cứu quốc quân thành Việt Nam Giải phóng quân vào ngày 15/5/1945; chỉ huy lúc này là Võ Nguyên Giáp; hiện nay là Quân đội Nhân dân Việt Nam
- Việt Nam Công an Vụ[42]: thành lập ngày 19/8/1945 với 3 lực lượng khác nhau ở 3 miền; sau này Sở Liêm phóng Bắc Bộ, Sở Trinh sát Trung Bộ và Quốc gia Tự vệ cuộc Nam Bộ hợp nhất thành Việt Nam Công an Vụ vào ngày 21/2/1946; chỉ huy lúc này là Lê Giản; hiện nay là Công an Nhân dân Việt Nam

### Các tổ chức đối lập
Các thế lực Trung Hoa Dân quốc và Cộng hòa Pháp có toan tính khác nhau cho mục đích của họ, nên họ ủng hộ các phe phái chống đối Việt Minh. Ngoài ra trước đó Đế quốc Nhật Bản còn hỗ trợ các tổ chức theo đường lối phát xít.
Các đảng phái phát xít và bảo hoàng được Đế quốc Nhật Bản hỗ trợ gồm có:
- Đại Việt Quốc gia Xã hội Đảng (Đại Việt Quốc Xã):[43]:231 do Nguyễn Xuân Tiếu lãnh đạo; hoạt động chủ yếu ở Bắc Kỳ
- Việt Nam Phục quốc Đồng minh Hội (Phục Quốc Hội)[44]: do Cường Để lãnh đạo; hoạt động chủ yếu ở Nhật Bản; tuy nhiên hội này đã suy yếu từ năm 1940 nên không thể về lại Việt Nam
- Đại Việt Phục hưng Hội (Phục Hưng Hội)[44]: do Ngô Đình Khôi lãnh đạo; hoạt động chủ yếu tại Trung Kỳ

Các đảng phái quốc gia được Trung Hoa Dân quốc hỗ trợ gồm có: 
- Việt Nam Cách mệnh Đồng minh Hội (Việt Cách)[45][46]: do Nguyễn Hải Thần lãnh đạo
- Việt Nam Quốc dân Đảng (Việt Quốc)[47]: do Vũ Hồng Khanh lãnh đạo
- Đại Việt Quốc dân Đảng (Đại Việt)[48]: do Trương Tử Anh lãnh đạo
- Đại Việt Dân chính Đảng (Dân Chính): do Nguyễn Tường Tam lãnh đạo; trước ủng hộ Nhật Bản, sau quay sang ủng hộ Trung Quốc.[43]:231

Các đảng này hoạt động chủ yếu ở Trung Quốc và Bắc Kỳ. Việt Cách và Việt Quốc theo chân Quốc quân Trung Hoa Dân quốc về Việt Nam vào tháng 8 năm 1945. Về sau Việt Quốc, Đại Việt và Dân chính kết hợp thành Mặt trận Quốc dân Đảng vào ngày 15 tháng 12 năm 1945. Khi quân Trung Quốc rút đi và quân Pháp tiến vào miền bắc thì các đảng này ngả theo Pháp.
Các nhóm quân phiệt được Pháp hỗ trợ gồm có: 
- Quân đội Hòa Hảo và Việt Nam Dân chủ Xã hội Đảng (Dân Xã Hòa Hảo)[49][50]: quân đội do Trần Văn Soái, Lâm Thành Nguyên, Nguyễn Giác Ngộ và Lê Quang Vinh chỉ huy; đảng do Nguyễn Văn Sâm lãnh đạo; giáo hội do Huỳnh Phú Sổ lãnh đạo
- Quân đội Cao Đài[51]: quân đội do Trần Quang Vinh và Trình Minh Thế chỉ huy; giáo hội do Phạm Công Tắc lãnh đạo
- Quân lực Quốc gia Bình Xuyên (nhóm Bình Xuyên quy hàng Pháp)[20]: do Lê Văn Viễn chỉ huy

Các nhóm này hoạt động chủ yếu ở Nam Kỳ. Giai đoạn 1940-1945 các nhóm được Nhật Bản hỗ trợ, sau khi Pháp trở lại năm 1945 thì ngả theo Pháp. Cả 3 nhóm kết hợp và lập ra Mặt trận Quốc gia liên hiệp vào ngày 20 tháng 4 năm 1946.
Các đảng phái quốc gia và chống cộng sản được Pháp hỗ trợ gồm có:
- Việt Nam Quốc gia Liên hiệp[53]: do Lê Văn Hoạch lãnh đạo
- Việt Nam Quốc gia Độc lập Đảng[54]: do Hồ Văn Ngà lãnh đạo
- Đảng Dân chủ Đông Dương[55]: do Nguyễn Văn Thinh lãnh đạo

Cả 3 đảng này hoạt động chủ yếu ở Nam Kỳ.
Các tổ chức tôn giáo (ngoài Hòa Hảo và Cao Đài) được Pháp hỗ trợ gồm có:
- Liên đoàn Công giáo Việt Nam[56]: do Lê Hữu Từ lãnh đạo
- Hội thánh Tin Lành (không ủng hộ bên nào, chủ trương trung lập về chính trị)[57]: do Lê Văn Thái lãnh đạo

Ngày 27 tháng 2 năm 1947, Mặt trận Thống nhất Quốc gia Liên hiệp được thành lập từ Việc Cách, Việt Quốc, Đại Việt, Hòa Hảo, Cao Đài, Liên đoàn Công giáo. Mặt trận chủ trương ủng hộ Bảo Đại và thành lập chính phủ của người Việt trong Khối Liên hiệp Pháp.
Các đảng phái khác gồm có:
- Trăng câu Đệ Tứ Đảng (Trotskyist, Đệ Tứ): do Tạ Thu Thâu lãnh đạo; hoạt động chủ yếu ở Nam Kỳ
- Đại Việt Duy dân Cách mệnh Đảng: do Lý Đông A lãnh đạo; hoạc động chủ yếu ở Bắc Kỳ

## Diễn biến

### Việt Nam Quốc dân Đảng
Lực lượng của Vũ Hồng Khanh và của Nguyễn Tường Tam (Đại Việt) đi theo quân đoàn 93 của Trung Hoa Dân Quốc kéo xuống từ Vân Nam, tiến hành những vụ cướp bóc dọc theo hành lang Tây Bắc từ Lào Cai đến Yên Bái, Phú Thọ. Tướng Võ Nguyên Giáp mô tả lãnh đạo Việt Quốc, Việt Cách như những người tự cho mình là yêu nước nhưng thực tế chỉ là "một nhóm phản động đang ra sức thu vén làm giàu cho bản thân" nhờ vào sự giúp đỡ của Trung Quốc. Điều tệ hại nhất là quân Trung Hoa Dân Quốc còn gây sức ép để thành viên Việt Nam Quốc dân Đảng được nắm những ghế quan trọng trong chính phủ. Võ Nguyên Giáp cho rằng điều này chẳng khác gì thay thế chủ nghĩa thực dân Pháp bằng ách thống trị của Trung Quốc. Hồ Chí Minh khuyên Võ Nguyên Giáp phải nhẫn nhịn, vì Việt quốc có sự hậu thuẫn rất mạnh của 20 vạn quân Trung Hoa đang đóng trên khắp miền Bắc Việt Nam.
Ngay sau khi Việt Minh giành chính quyền ngày 19/8/1945, Lê Khang dẫn đầu một nhóm Việt Quốc rời Hà Nội đến Vĩnh Yên nằm trên tuyến đường sắt Lào Cai - Hà Nội. Tại đây họ tổ chức một cuộc biểu tình của dân chúng để thuyết phục lực lượng Bảo an binh địa phương tham gia. Ngày 29/8/1945, hàng ngàn người ủng hộ Việt Minh thuộc 3 huyện lân cận tiếp cận căn cứ của Việt Quốc tại Vĩnh Yên kêu gọi Việt Quốc tham gia một cuộc diễu hành xuyên qua thị trấn. Khi bị từ chối, họ bắn thành viên Việt Quốc. Việt Quốc bắn trả khiến một số người chết đồng thời bắt giữ khoảng 150 người. Những người bị bắt được thả sau khi đã được tuyên truyền về Việt Quốc và thừa nhận mình bị lừa khi tham gia biểu tình. Sau đó, Việt Minh và Việt Quốc tiếp tục thảo luận về việc phóng thích những người còn bị Việt Quốc giam giữ, về việc tổ chức đàm phán và những đề xuất liên quan đến việc thành lập chính quyền liên hiệp ở địa phương. Trong khi hai bên thảo luận, Việt Minh cắt đứt nguồn cung cấp lương thực cho thị xã Vĩnh Yên khiến cuộc sống ngày càng khó khăn.
Ngày 18/9/1945, Hoàng Văn Đức, một thành viên quan trọng của Đảng Dân chủ Việt Nam cùng đại diện chính phủ Việt Nam Dân chủ Cộng hòa từ Hà Nội đến Vĩnh Yên thương lượng. Cuộc thương lượng không thành công, Lê Khang tấn công Phúc Yên nhưng thất bại. Các đơn vị quân đội Việt Nam Dân chủ Cộng hòa tấn công Vĩnh Yên nhưng không giành được thị xã này. Sau đó hai bên ngừng bắn trong vài tháng. Việt Quốc không tranh giành ảnh hưởng với Việt Minh ở vùng nông thôn ngoài việc chiếm giữ nông trại Tam Lộng tại Vĩnh Yên. Đầu tháng 12/1945, Việt Minh tấn công Tam Lộng nhưng bị đẩy lùi.
Tháng 9/1945, Việt Quốc thỏa thuận bí mật với Đại úy Nguyễn Duy Viên theo đó đại đội lính Khố đỏ của ông sẽ theo Việt Quốc. Tuy nhiên Việt Quốc nghi ngờ Đại úy Viên là điệp viên hai mang của Pháp và sẽ điều động đơn vị của mình thủ tiêu đảng viên Việt Quốc ngay sau khi vượt biên giới về Việt Nam. Đầu tháng 11, Viên đến Hà Giang gặp các thành viên Việt Quốc tại đây. Những binh sĩ đào ngũ từ các đơn vị lính thuộc địa cũng đổ về Hà Giang giúp Viên có được một đội quân khoảng 400 người. Việt Quốc và Việt Minh tại Hà Giang mâu thuẫn nhau khiến Viên đến Hà Nội yêu cầu chính phủ cử đại diện đến thuyết phục mọi người cùng chống Pháp. Sau khi gặp Hồ Chí Minh, Viên trở về Hà Giang, cho quân bắt giữ các đảng viên Việt Quốc tại đây và xử bắn một số người trên một ngọn đồi gần thị xã. Tháng 4/1946, Việt Quốc cho người ám sát Viên tại Hà Nội.
Tháng 5/1946, Trần Đăng Ninh, phụ trách an ninh của Việt Nam Dân chủ Cộng hòa, đến Vĩnh Yên với lý do thảo luận về công tác sửa chữa đê điều và bị Vũ Hồng Khanh bắt. Ninh và 2 người khác trốn thoát. Việc bắt giữ này trở thành lý do để đàn áp Việt Quốc. Vệ quốc quân bắt đầu tuần tra quanh nơi hoạt động của Việt Quốc. Ngày 20/5/1946, trong một cuộc đụng độ gần Phú Thọ, Việt Quốc bắt giữ và hành quyết một nhóm người ủng hộ Việt Minh, thả vài xác chết xuống sông Hồng để cảnh cáo.
Giữa tháng 5/1946, Bộ Nội vụ ra lệnh cho tất cả các cán bộ công chức đang làm việc tại 7 thị xã ở các tỉnh phía Tây và Tây Bắc Hà Nội sơ tán và tham gia vào các Ủy ban thay thế được thành lập ở các địa điểm mới. Những người không thực hiện lệnh này không còn là người của chính phủ.
Tháng 6/1946, khi quân đội Trung Quốc rút về Vân Nam, dân quân của Việt Minh cô lập các thị xã do Việt Quốc kiểm soát. Ngày 18/6/1946, Vệ quốc quân tấn công Phú Thọ và Việt Trì. Quốc dân quân của Việt Quốc ở Phú Thọ hết đạn sau 4 ngày và phải rút lui. Vũ Hồng Khanh chỉ huy 350 lính phòng thủ Việt Trì trong 9 ngày rồi rút lui về Yên Bái. Việt Quốc ở Vĩnh Yên do Đỗ Đình Đạo chỉ huy đàm phán với Việt Minh và đạt được thỏa thuận ngừng bắn trong 2 tháng. Đỗ Đình Đạo đồng ý sáp nhập lực lượng của ông vào Vệ quốc quân và thành lập Ủy ban Hành chính liên hiệp tại Vĩnh Yên. Lực lượng này được chia nhỏ đưa về các tiểu đoàn Vệ quốc quân tại nhiều nơi. Đỗ Đình Đạo được thuyên chuyển về Hà Nội. Trong suốt tháng 5 và tháng 6/1946, Báo Việt Nam của Việt Quốc tại Hà Nội khẩn thiết kêu gọi Việt Minh ngừng tấn công Việt Quốc.
Cuối tháng 6 tại Hà Nội, các thành viên Việt Quốc họp để thảo luận về việc có nên thừa nhận sự lãnh đạo của Việt Minh, rút lui về biên giới hay tổ chức đảo chính lật đổ chính phủ Việt Nam Dân chủ Cộng hòa. Trong khi đó, Trương Tử Anh, đảng trưởng Đại Việt Quốc dân Đảng là đồng minh của Việt Quốc, đang lên kế hoạch cho một cuộc đảo chính có thể bắt đầu bằng việc tấn công lính Pháp để gây rối loạn. Người Pháp lại có ý định diễu binh quanh hồ Hoàn Kiếm để kỷ niệm Quốc khánh Pháp (14/7/1789) khiến lực lượng an ninh Việt Nam Dân chủ Cộng hòa lo ngại sự kiện này có thể trở thành mục tiêu của các đảng phái đối lập với Việt Minh. Võ Nguyên Giáp hỏi ý kiến của chỉ huy quân Pháp tại Bắc Kỳ, Đại tá Jean Crépin, về thái độ của Pháp nếu Việt Nam Dân chủ Cộng hòa tăng cường trấn áp Việt Quốc và Việt Cách thì được ông này trả lời Pháp sẽ không can thiệp vào công việc nội bộ của Việt Nam Dân chủ Cộng hòa. Trường Chinh (Tổng Bí thư Đảng Cộng sản Đông Dương, khi đó rút vào hoạt động bí mật, chức danh công khai là Hội trưởng Hội nghiên cứu Chủ nghĩa Mác ở Đông Dương) được Nha Công an Trung ương báo cáo phát hiện được âm mưu của thực dân Pháp câu kết với Việt Nam Quốc dân Đảng đang chuẩn bị đảo chính Chính phủ Việt Nam Dân chủ Cộng hòa, chỉ đạo phải tập trung trấn áp Việt Nam Quốc dân Đảng, nhưng phải có đủ chứng cứ.
Sau khi Việt Nam Dân chủ Cộng hòa tuyên bố độc lập ngày 2 tháng 9 năm 1945 và cuộc bầu cử ngày 6 tháng 1 năm 1946, Việt Nam Quốc dân Đảng được giữ hơn 40 ghế trong số 70 ghế "đại biểu đương nhiên" (không phải qua bầu cử) trong Quốc hội khóa I và có một số thành viên chủ chốt tham gia lãnh đạo Quốc hội và Chính phủ do Quốc hội khóa I bầu ra như Nguyễn Hải Thần (Phó Chủ tịch Quốc hội), Trương Đình Chi (Bộ trưởng Xã hội, Y tế và Lao động). Theo hồi ký Những năm tháng không thể nào quên của Đại tướng Võ Nguyên Giáp, do không bằng lòng với vị trí có được, Việt Nam Quốc dân Đảng tìm cách lật đổ Việt Minh để cùng với các đảng phái Việt Cách, Đại Việt... chiếm chính quyền.
Trong khi giải giáp vũ khí của quân Nhật tại phía Bắc vĩ tuyến 16 theo Hiệp ước Hoa - Pháp tháng 2 năm 1946 và Hiệp định Sơ bộ Việt - Pháp ngày 6 tháng 3 năm 1946, quân Pháp đã chuyển giao cho Việt Nam Quốc dân Đảng và các đảng phái đối lập với Việt Minh hàng tấn vũ khí thu gom được của Nhật. Với số vũ khí này và được thực dân Pháp "bật đèn xanh", Việt Nam Quốc dân Đảng và Đại Việt Quốc dân đảng đã tổ chức các đội vũ trang mang tên "Thần lôi đoàn", "Thiết huyết đoàn", "Hùm xám"... Các đội vũ trang này đã tổ chức nhiều vụ cướp có vũ trang, bắt cóc, tống tiền, tổ chức ám sát những người theo Việt Minh và cả những người không đảng phái như ông Ba Viên rồi tuyên truyền đổ lỗi cho Việt Minh đã không đảm bảo được an ninh trật tự ở Hà Nội và một số đô thị ở Bắc Bộ.
Đầu tháng 6 năm 1946, Việt Nam Quốc dân Đảng tổ chức cho Nghiêm Xuân Chi (đảng viên Việt Quốc) ám sát một số lãnh đạo của Việt Minh như Võ Nguyên Giáp, Trường Chinh và ông Bồ Xuân Luật, một người cũ của Việt Cách nay đứng về phe Việt Minh. Vụ ám sát được bố trí tại Nhà Thủy tọa, cạnh Hồ Gươm, đối diện với nhà số 8 đường Vua Lê (nay là phố Lê Thái Tổ), một trong những nơi ăn nghỉ của Hồ Chí Minh. Tuy nhiên, khi Nghiêm Xuân Chi chưa kịp ra tay thì đã bị tổ trinh sát của Sở Công an Bắc Bộ do Nguyễn Bá Hùng chỉ huy khống chế. Khám người Nghiêm Xuân Chi, Công an Bắc bộ thu được hai khẩu súng ngắn với 12 viên đạn trong ổ đạn. Mỗi khẩu đều có một viên đã lên nòng. Tại trụ sở Công an Bắc bộ (số 87 đường Gamberta, nay là phố Trần Hưng Đạo), Nghiêm Xuân Chi khai nhận đã được các lãnh tụ Việt Nam Quốc dân Đảng giao nhiệm ám sát một số lãnh đạo Việt Minh.
Trước những hoạt động gây mất trật tự an ninh tại Hà Nội và một số thành phố ở Bắc Bộ, Sở Công an Bắc Bộ đã lập chuyên án mà sau này được lấy tên công khai là Chuyên án số 7 phố Ôn Như Hầu.
Sau khi Việt Nam Công an vụ xin ý kiến chỉ đạo của Trường Chinh (Tổng Bí thư Đảng Cộng sản Đông Dương, với chức danh công khai là Hội trưởng Hội nghiên cứu Chủ nghĩa Mác ở Đông Dương), vào rạng sáng ngày 12 tháng 7 năm 1946, Đội Trinh sát đặc biệt đã thực hiện nhiệm vụ bắt, khám xét những người có mặt tại số 7 phố Ôn Như Hầu vì can tội tống tiền và bắt cóc người, đã thực hiện phá vụ án phố Ôn Như Hầu. Chỉ đạo trực tiếp lực lượng công an phá vụ án này là Lê Giản (Giám đốc Nha Công an Bắc bộ), Nguyễn Tuấn Thức (Giám đốc Công an Hà Nội) và Nguyễn Tạo (Trưởng nha Điệp báo Công an Trung ương). Lực lượng công an xung phong đã thực hiện khám xét các trụ sở Việt Nam Quốc dân Đảng tại Hà Nội, bắt tại chỗ nhiều thành viên của Việt Nam Quốc dân Đảng cùng nhiều tang vật như truyền đơn, vũ khí, dụng cụ tra tấn, đồng thời phát hiện nhiều xác chết tại đó... Trong số các thành viên của Quốc dân Đảng bị bắt, có Phan Kích Nam tự xưng là một lãnh đạo của Quốc dân Đảng. Theo điều tra của Nha công an, Việt Nam Quốc dân Đảng đang chuẩn bị những hành động khiêu khích rất nghiêm trọng. Dự định các thành viên của Việt Nam Quốc dân Đảng sẽ phục sẵn dọc đường quân Pháp diễu qua nhân ngày Quốc khánh Pháp, bắn súng, ném lựu đạn để tạo ra những chuyện rắc rối giữa Pháp và Chính phủ, gây sự phá hoại hòa bình rồi tung truyền đơn hô hào lật đổ chính quyền và sau đó đứng ra bắt tay với Pháp.
Trên thực tế, trong cuộc vây bắt, khám xét tại số 7 - Ôn Như Hầu ngày 12 tháng 7, Công an Bắc Bộ thu được 8 súng ngắn, 5 súng trường và 1 trung liên Nhật, dụng cụ tra tấn, thuốc mê và đào được 6 xác người chôn đứng trong vườn chuối sau nhà. Tuy nhiên, trụ sở hành chính của Việt Nam Quốc dân Đảng tại số 7 phố Ôn Như Hầu (nay là phố Nguyễn Gia Thiều) chỉ là bình phong để che đậy hai căn cứ quan trọng hơn của Việt Nam Quốc dân Đảng trong nội thành Hà Nội khi đó là nhà số 132 phố Duvigneau (nay là phố Bùi Thị Xuân) và nhà số 80 phố Quán Thánh. Cuộc bắt, khám xét tại 132 - Duvigneau và 80 Quán Thánh diễn ra cùng thời điểm với vụ bắt, khám xét ở số 7 - Ôn Như Hầu. Tại nhà số 132 phố Duvigneau, Nha Công an Bắc Bộ thu giữ nhiều tang vật gồm 6 máy in tipo với các "bát chữ" còn nguyên vẹn nội dung; 11 mặt đá in lito đã khắc chữ; trên 3 tạ truyền đơn, khẩu hiệu; tài liệu chống Chính phủ Việt Nam Dân chủ Cộng hòa vừa in xong còn chưa kịp chuyển đi; 18,6 kg tiền giả (gồm cả giấy bạc Quan kim và giấy bạc Đông Dương); 12 khẩu súng ngắn, 8 khẩu tiểu liên, 17 súng trường, 3 trung liên FM và 13 quả lựu đạn Nhật. Khám xét tại nhà số 80 phố Quán Thánh, Công an Bắc Bộ thu được 9 súng ngắn, 21 súng trường, 2 trung liên Nhật, 11 quả lựu đạn các loại, hai thùng tài liệu, truyền đơn chống chính phủ Việt Nam Dân chủ Cộng hòa. Quân Pháp tại Hà Nội đã điều xe tăng đến can thiệp vào vụ bắt, khám xét tại 80 phố Quán Thánh nhưng Việt Minh đã tiến hành đàm phán trên cơ sở Hiệp định Sơ bộ ngày 6 tháng 3 năm 1945. Trưa ngày 12 tháng 7, xe tăng và quân Pháp rút khỏi phố Quán Thánh.
Ngày 13 tháng 7, tướng Morlière, Tư lệnh các Lực lượng Pháp tại Hà Nội đã cử sĩ quan tùy tùng đến trụ sở chính phủ Việt Nam Dân chủ Cộng hòa tại Bắc Bộ Phủ thông báo việc người Pháp rút đề nghị tổ chức cuộc diễu binh của quân Pháp tại Hà Nội do nhận thấy không bảo đảm an toàn. Tại đây, viên tùy tùng của tướng Morlière được đại diện Chính phủ Việt Nam thông báo rằng Việt Minh sẽ tổ chức cuộc mít tinh lớn ở Quảng trường Nhà hát Lớn Hà Nội và một số con phố quanh Hồ Gươm để chào mừng kỷ niệm ngày Cách mạng Pháp 14-7-1789. Tất cả những chứng cứ, tang vật, truyền đơn, khẩu hiệu, ảnh chụp những xác chết, những hố chôn người... mà Công an Bắc Bộ thu tập được trong Vụ án phố Ôn Như Hầu đều được trưng bày cho toàn thể nhân dân Hà Nội được biết trong cuộc mít tinh diễu hành này.
Nhà nước sau đó thông báo sự việc với báo chí. Các cuộc tấn công được gọi tắt là "Vụ án phố Ôn Như Hầu". Các báo của Việt Minh và các đảng phái thân Việt Minh đều tường thuật vụ án này. Các báo đưa tin công an đã phá tan âm mưu chống chính phủ, đã bắt những kẻ tiến hành những vụ bắt cóc tống tiền, ám sát, bán nước, in truyền đơn chống chính phủ, làm bạc giả... Tuy nhiên Việt Quốc đã không bị kể tên trong một số bài báo.
Theo David G. Marr, nếu thật sự Pháp muốn đảo chính (họ đã cân nhắc và hoãn nhiều lần) thì không cần phải dựa vào Trương Tử Anh khơi ngòi, càng không cho Anh thành lập chính phủ. Công an cố tình lập lờ giữa Đại Việt Quốc dân Đảng do Trương Tử Anh lãnh đạo và Việt Nam Quốc dân Đảng do Nguyễn Tường Tam và Vũ Hồng Khanh lãnh đạo khi nhắm vào tòa soạn Báo Việt Nam và các trụ sở khác của Việt Nam Quốc dân Đảng. Sau cuộc tấn công, có người trong chính quyền đã cố gắng hạn chế những lời lên án công khai Việt Quốc để tuyên truyền về Mặt trận Thống nhất. Việt Quốc trên danh nghĩa vẫn nằm trong mặt trận. Ngoại trừ một vài đảng viên Việt Quốc hợp tác với Việt Minh, mọi công dân Việt Nam Dân chủ Cộng hòa từ đó trở đi đều sợ hãi khi bị cho là đảng viên Việt Quốc. Việt Quốc đồng nghĩa với tội phản quốc.
Ngày 20/7/1946, Ủy ban Hành chính Bắc Bộ dù không nhắc đến Việt Quốc đã thông báo đến các tỉnh rằng gần đây công an đã phát hiện được việc tống tiền, bắt cóc và làm tiền giả. Tất cả đều phải bị điều tra và truy tố. Ủy ban hướng dẫn các địa phương không để việc bắt bớ và giam giữ các phần tử phản động biến thành khủng bố. Các Ủy ban Hành chính địa phương giờ đã được chấp thuận cho việc bắt giữ các đảng viên Việt Quốc đã bị phát hiện hay còn tình nghi, tuy nhiên họ không săn lùng và hành quyết ngay lập tức. Trong những tháng sau đó, hàng ngàn người bị bắt, bị thẩm vấn. Hàng trăm người bị tống giam, bị đưa đến các trại cải tạo; hàng trăm người khác bị cách chức. Cán bộ phòng chính trị thuộc Sở Công an các tỉnh bắt những kẻ tình nghi, thẩm vấn, bắt ký vào lời khai, sau đó báo cáo lên chính quyền tỉnh là thả, xét xử hay biệt giam những người này. Từ cuối tháng 7/1946 cho đến cuối năm 1946, phần lớn những người bị công an giam giữ vì lý do chính trị đều bị xem là Việt Quốc. Công an tiếp tục thẩm vấn các đảng viên Việt Quốc về vụ bắt cóc một số đảng viên Đảng Cộng sản Đông Dương xảy ra vào cuối năm 1945.
Cuối tháng 7/1946, Báo Việt Nam bị đình bản nhưng Tuần báo Chính Nghĩa vẫn tiếp tục xuất bản suốt 3 tháng sau. Báo chính Nghĩa đăng một loạt bài xã luận lên án chủ nghĩa cộng sản và chủ nghĩa đế quốc Xô Viết đồng thời chỉ trích hệ thống Ủy ban Hành chính của Việt Nam Dân chủ Cộng hòa và việc chính phủ không thể thành lập hệ thống tư pháp độc lập, chính sách ngoại giao của Hồ Chí Minh cũng bị hoài nghi. Cuối tháng 10/1946, các bài xã luận và tin tức trong nước bị loại bỏ. Tới đầu tháng 12, Tuần báo Chính Nghĩa hoàn toàn bị vô hiệu hóa, không còn một tin tức hay bài viết nào đáng phải kiểm duyệt nữa.
Từ tháng 7/1946 đến tháng 11/1946, nhiều Đại biểu Quốc hội là đảng viên Việt Quốc bị bắt. Đại biểu Phan Kích Nam, đảng viên Việt Quốc, bị bắt trong vụ án phố Ôn Như Hầu, bị buộc tội bắt cóc, tống tiền và bị tống giam ngay lập tức. Đại biểu Nguyễn Đổng Lâm bị công an Hải Dương bắt và bị kiến nghị gửi đến trại biệt giam trong 2 năm với lý do "chính quyền địa phương sẽ gặp nhiều khó khăn nếu ông Lâm còn tự do ngoài vòng pháp luật". Trường hợp của Lâm được báo cáo lên Chủ tịch Ủy ban Thường vụ Quốc hội Nguyễn Văn Tố. Nguyễn Văn Tố cùng Ủy ban Thường vụ Quốc hội ra lệnh thả Lâm. Ngày 21/8/1946, Nguyễn Đổng Lâm được thả. Tại các địa phương khác, các Đại biểu Quốc hội là đảng viên Việt Quốc cũng bị sách nhiễu hoặc bắt giữ. Đại biểu Trình Như Tấu gửi kháng nghị đến 5 cơ quan chính phủ khác nhau sau khi ông bị dân quân bao vây nhà riêng để yêu cầu bồi thường một máy đánh chữ không có thật và đe dọa dùng vũ lực nếu ông không tuân thủ. Trình Như Tấu yêu cầu được bảo vệ với tư cách nghị sĩ nhưng không được hồi đáp. Tại Kỳ họp lần thứ hai của Quốc hội vào cuối tháng 10/1946, chưa tới 12 người trong số 50 Đại biểu Quốc hội thuộc Quốc dân Đảng tham dự.
Sau khi rút lui về Yên Bái, Vũ Hồng Khanh nhận ra rằng nguồn cung cấp lương thực tại địa phương chỉ đủ nuôi sống lực lượng quân đội Việt Quốc chứ không đủ cung cấp cho những người ủng hộ Việt Quốc từ đồng bằng sông Hồng đến. Việc tiếp tế từ Lào Cai gặp nhiều khó khăn vì Việt Minh đã phá hủy đường sắt. Tới tháng 11, Lào Cai bị Vệ quốc quân bao vây và lương thực sắp hết. Vũ Hồng Khanh quyết định sơ tán sang Vân Nam và ra lệnh hành quyết 2 giảng viên học viện quân sự vì cố gắng dẫn học viên của họ quay trở lại đồng bằng. Tháng 10/1947, khi Pháp nhảy dù xuống Phú Thọ, công an Việt Nam Dân chủ Cộng hòa bị cáo buộc giết chết hơn 100 tù nhân Việt Quốc trước nguy cơ họ có thể trốn thoát hoặc rơi vào tay người Pháp.

### Đại Việt Quốc dân đảng
Sau khi giành được chính quyền, ngày 5 tháng 9 năm 1945, nhân danh Chủ tịch Chính phủ Cách mạng Lâm thời Việt Nam Dân chủ Cộng hòa, Bộ trưởng Nội vụ Võ Nguyên Giáp đã ký Sắc lệnh số 8 giải thể Đại Việt Quốc dân Đảng với lý do "Đại Việt Quốc dân Đảng đã âm mưu những việc hại cho sự độc lập quốc gia và nền kinh tế Việt Nam".
Do Chính phủ ban hành Sắc lệnh giải tán Đại Việt Quốc dân Đảng, nên các đảng viên Đại Việt đã mất tư cách pháp nhân để tham gia chính trường. Trước chiến thắng của Việt Minh trong cuộc Tổng tuyển cử, ngày 15 tháng 12 năm 1945, Đại Việt Quốc dân Đảng cùng với Việt Nam Quốc dân Đảng (lãnh đạo là Vũ Hồng Khanh) và Đại Việt Dân chính Đảng (lãnh đạo là Nguyễn Tường Tam) thành lập Mặt trận Quốc dân Đảng Việt Nam nhằm chống lại "phe Cộng sản". Trương Tử Anh làm Chủ tịch, Vũ Hồng Khanh làm Bí thư trưởng và Nguyễn Tường Tam làm Tổng thư ký. Việc tham gia Mặt trận Quốc dân Đảng giúp các đảng viên Đại Việt có lại khả năng tham chính dưới danh nghĩa của Mặt trận.
Đối với chương trình hành động của Mặt trận Quốc dân Đảng, Đại Việt Quốc dân Đảng đưa ra kế hoạch bốn điểm nhằm chống lại Việt Minh trong việc bầu cử Quốc hội và thành lập Chính phủ Liên hiệp:
1. Phát động phong trào toàn dân bất hợp tác với Việt Minh.
2. Tách rời cựu hoàng Bảo Đại ra khỏi Việt Minh và vô hiệu hóa Quốc hội Việt Minh.
3. Thành lập một Trung tâm chính trị ở hải ngoại.
4. Củng cố các chiến khu, tăng cường khối Quốc dân Quân, mở rộng địa bàn hoạt động.

Trong tháng 9 và tháng 10 năm 1945, các tổ chức khác nhau của Việt Nam Dân chủ Cộng hòa và Việt Minh có thể đã thủ tiêu hoặc bắt giữ hàng trăm đảng viên và những người có liên quan đến Đại Việt Quốc dân Đảng, Đại Việt Duy dân Cách mệnh Đảng tại các tỉnh Ninh Bình, Tuyên Quang, Thái Bình, Phú Thọ, Hưng Yên... Trương Tử Anh lẩn trốn sự truy nã của công an Việt Nam Dân chủ Cộng hòa đồng thời liên tục cảnh báo Việt Nam Quốc dân Đảng không được liên minh với Đảng Cộng sản Đông Dương. Trong suốt năm 1946, công an tiếp tục truy lùng các thành viên đảng Đại Việt. Theo David G. Marr, nhờ tuyên truyền có hiệu quả nên Việt Minh làm dân chúng tin rằng đảng viên Đại Việt là những tên tay sai cho phát xít Nhật dù trên thực tế trước ngày 9/3/1945 khi Nhật đảo chính Pháp chỉ có một số ít người Việt có quan hệ với người Nhật, sau ngày 9/3/1945 tất cả các đảng phái ở Việt Nam kể cả Việt Minh đều tiếp xúc với quân đội và nhân viên dân sự Nhật.
Trong ngày 12/7/1946, một tiểu đội công an do Lê Hữu Qua chỉ huy bao vây khám xét trụ sở của đảng Đại Việt tại số 132 Duvigneau, do phát hiện Đại Việt cấu kết với Pháp âm mưu tiến hành đảo chính chính quyền cách mạng đúng vào ngày quốc khánh Pháp 14/7/1946. Khi thực hiện cuộc bao vây khám xét này, lực lượng công an chưa có chứng cứ cụ thể và chưa có lệnh của cấp trên. Nhưng vẫn thực hiện bao vây khám xét để các thành viên Đại Việt không có thời gian rút vào bí mật và tẩu tán truyền đơn, hiệu triệu lật đổ chính quyền. Lực lượng công an đột kích bất ngờ vào lúc sáng sớm khiến cho lính canh và các đảng viên Đại Việt không kịp có hành động phản ứng. Tại trụ sở của Đại Việt, lực lượng công an đã tìm thấy nhiều truyền đơn, hiệu triệu chưa kịp tẩu tán cùng nhiều súng ống, lựu đạn.
Sau khi Pháp tái chiếm Đông Dương, ngày 19 tháng 12 năm 1946, thì Trương Tử Anh đột ngột mất tích. Trên thực tế thì Trương Tử Anh đã bị xét xử và hành quyết ngay trong ngày hôm đó.

### Đại Việt Quốc gia Xã hội Đảng
Đại Việt Quốc gia Xã hội Đảng (thường được gọi tắt là Đại Việt Quốc xã) theo Chủ nghĩa Quốc xã do Nguyễn Xuân Tiếu sáng lập vào năm 1936, Trần Trọng Kim là Tổng bí thư. Đây là tổ chức chính trị thân Đế quốc Nhật Bản, được thành lập để làm hậu thuẫn chính trị cho việc lập ra một Đế quốc Việt Nam, được xem là "chính phủ tay sai" của Nhật Bản trong thời kỳ Đế quốc Nhật chiếm đóng và thống trị Đông Á, Đông Nam Á và Việt Nam trong Chiến tranh Thái Bình Dương. Đại Việt Quốc xã là lực lượng có xu hướng bảo hoàng với khoảng 2 ngàn thành viên, ảnh hưởng ở các thị thành công nghiệp nhẹ ở miền Bắc như Hà Nội, Hải Phòng trong thời gian Chiến tranh Thế giới thứ hai diễn ra.
Sau khi Việt Minh giành được chính quyền, ngày 5 tháng 9 năm 1945, thừa ủy quyền Chủ tịch Chính phủ Cách mạng Lâm thời Việt Nam Dân chủ Cộng hòa, Bộ trưởng Nội vụ Võ Nguyên Giáp đã ký Sắc lệnh số 8 giải thể Đại Việt Quốc gia Xã hội Đảng với lý do "Đại Việt Quốc gia Xã hội Đảng đã tư thông với ngoại quốc để mưu những việc có hại cho sự độc lập Việt Nam".

### Đại Việt Duy dân Cách mệnh Đảng
Trong thời gian quân Tưởng vào miền Bắc, Đại Việt Duy dân tìm cách thâm nhập gây cơ sở ở Hòa Bình, xây dựng Hòa Bình thành căn cứ. Đại Việt Duy dân liên kết với một số lang đạo chống chính quyền, lôi kéo một số lang đạo có thái độ hai mặt trong bộ máy chính quyền các cấp và được số này che chở. Vì vậy, cơ sở Đại Việt Duy dân phát triển khá nhanh bao gồm một số huyện của tỉnh Hà Đông (cũ), Ninh Bình, Hà Nam, Hòa Bình. Đảng Đại Việt Duy dân chọn Mường Diềm làm căn cứ chính của Đại Việt Duy dân ở Hòa Bình. Được các lang đạo giúp đỡ, Đại Việt Duy dân đã tích cực xây dựng lực lượng vũ trang bằng cách đưa thành viên từ miền xuôi lên, tập hợp thành viên ở địa phương, thành lập được một số đơn vị, mở một vài lớp huấn luyện quân sự...
Giữa năm 1946, Đại Việt Duy dân bị chính quyền tấn công mạnh tại Hà Nội và các tỉnh ở đồng bằng. Đảng trưởng Đại Việt Duy dân Lý Đông A (tức Trần Khắc Tường) phải rời Hà Nội về Gia Viễn (Ninh Bình). Tại đây, Lý Đông A lại bị truy đuổi phải chạy lên Hòa Bình và về vùng Diềm. Nhiều thành viên Đại Việt Duy dân ở các nơi khác bị truy quét cũng chạy lên Hòa Bình.
Trong thế bị truy đuổi, dồn ép, các lãnh đạo Đại Việt Duy dân dựa vào sự giúp đỡ của lang đạo chống chính quyền và có được một vài đơn vị vũ trang trong tay dự định đánh chiếm Lương Sơn, Lạc Sơn, Chợ Bờ, Suối Rút rồi tiến lên đánh chiếm thị xã Hòa Bình, làm chủ toàn bộ tỉnh Hòa Bình. Lấy Hòa Bình làm bàn đạp chiếm Sơn La, xây dựng Hòa Bình - Sơn La thành một căn cứ rộng lớn ở miền núi rừng Tây Bắc để chống lại chính quyền do Việt Minh lãnh đạo. Nhưng kế hoạch của Đại Việt Duy dân đã bị quần chúng phát giác.
Ban cán sự Đảng Cộng sản Đông Dương tỉnh Hòa Bình thông qua con trai lang cun Mường Diềm là cán bộ phụ trách lực lượng vũ trang của huyện Mai Đà đã nắm được những tin tức quan trọng về tổ chức, hoạt động của Đại Việt Duy dân và đặc biệt là nắm được âm mưu kế hoạch bạo loạn của Đại Việt Duy dân.
Do nắm được kế hoạch của Đảng Đại Việt Duy dân nên trước ngày Đại Việt Duy dân định khởi sự, Ban cán sự Đảng tỉnh Hòa Bình đã chỉ đạo lực lượng vũ trang, công an tiêu diệt các toán vũ trang của Đại Việt Duy dân ở Lạc Sơn, Kỳ Sơn, Cao Phong, Lương Sơn, thị xã Hòa Bình. Để tiêu diệt căn cứ của Lý Đông A tại vùng Mường Diềm, Ban cán sự Đảng tỉnh đã dùng mưu dụ toán vũ trang của Đại Việt Duy dân ra khỏi căn cứ. Lực lượng chiến đấu của Ban cán sự Đảng tỉnh Hòa Bình đã tiêu diệt và bắt sống đại bộ phận lãnh đạo và lực lượng vũ trang của Đại Việt Duy dân tại Bến Chương. Đảng trưởng Lý Đông A chết tại Bến Chương thuộc xã Hiền Lương - Mai Đà.

### Việt Nam Cách mệnh Đồng minh Hội
Khi quân Trung Hoa tiến vào miền Bắc Việt Nam để giải giáp quân Nhật, lực lượng của Việt Nam Cách mệnh Đồng minh Hội cũng theo về, mục đích của Việt Quốc, Việt Cách để mở đường, tạo dựng cơ sở cho Quân đội Trung Hoa Dân quốc vào Việt Nam, gây xung đột vũ trang với Quân Giải phóng và cướp chính quyền các địa phương... Ngày 11 tháng 5, các Lữ đoàn hành động theo 4 hướng vượt biên giới. Tuy nhiên trong 4 cánh quân này khi xung đột vũ trang với Việt Minh thì 3 cánh quân (do Lê Tùng Sơn, Bồ Xuân Luật và Trương Trung Phụng chỉ huy) đã hạ vũ khí, tự giải giáp hoặc gia nhập lực lượng quân đội quốc gia của Việt Minh, chỉ có một cánh quân do Vũ Kim Thành chạy về vùng Hải Ninh rồi bị tiêu diệt. Bồ Xuân Luật sau đó làm Bộ trưởng trong Chính phủ Liên hiệp.
Riêng Nguyễn Hải Thần thì về Hà Nội lập trụ sở ở đường Quan Thánh phố Cửa Bắc, tìm cách vận động dân chúng nội thành ủng hộ. Việt Cách bắc loa tố cáo Việt Minh là cộng sản; sự việc dẫn đến xô xát giữa những đám người ủng hộ và chống đối. Trong khi lãnh đạo các phe phái Việt Minh, Việt Quốc, Việt Cách tranh cãi về các định nghĩa pháp lý, về việc bổ nhiệm các bộ trưởng và việc đưa ra các tuyên bố chung để đi đến thành lập Chính phủ Liên hiệp thì các chủ bút, cán bộ chính trị, lực lượng vũ trang của các bên vẫn đấu tranh với nhau gay gắt. Bộ Tuyên truyền của Chính phủ Cách mạng Lâm thời Việt Nam Dân chủ Cộng hòa gửi đến ban biên tập các tờ báo một bức thư hư cấu chỉ trích Nguyễn Hải Thần không cử người tham gia đoàn quân Nam tiến chi viện cho miền Nam đồng thời buộc tội ông thỏa thuận với quân Pháp. Báo chí thường xuyên cáo buộc Việt Cách và Việt Quốc tống tiền dân chúng. Công an Việt Nam Dân chủ Cộng hòa thường xuyên bắt giữ các thành viên Việt Cách vì tội tống tiền, đặc biệt là đối với Hoa kiều. Các thành viên Việt Minh và Việt Cách xé áp phích của nhau, đe dọa tính mạng và phá các cuộc họp của đối thủ. Việt Minh khuyến khích Bồ Xuân Luật rời bỏ Việt Cách lập ra tờ báo Đồng Minh xuất bản cho đến tháng 11 năm 1946. Mười ngày sau đó, tại Hà Nội, Bồ Xuân Luật bị phục kích nhưng may mắn thoát chết.
Các lãnh đạo Việt Cách không gặp khó khăn gì trong việc kiểm soát các thị xã từ biên giới Trung Quốc đến đồng bằng sông Hồng cho đến khi quân đội Trung Quốc rút về nước vào tháng 4/1946. Các viên chức nhà nước tại những nơi đó phải đối mặt với việc trung thành với Việt Cách, trung lập hay di tản khỏi thị xã. Việt Cách đôi khi phải xin phép chính phủ Việt Nam Dân chủ Cộng hòa để thực hiện một số hoạt động của họ.
Bị Việt Quốc làm lu mờ và ngày càng mất đoàn kết, tháng 3/1946, Việt Cách bị chia rẽ. Một số thành viên tập trung bảo vệ các thị xã phía Bắc Hà Nội, những người khác gia nhập Việt Quốc, số còn lại lệ thuộc Việt Minh. Việt Cách có thể đã tổ chức một số cuộc tấn công vào lính Pháp tại Hải Phòng vào tháng 4/1946. Cuối tháng 4/1946, Pháp khai quật được 12 thi hài tại tầng hầm trụ sở cũ của Việt Cách tại Hà Nội trong đó có 2 công dân Pháp mất tích ngày 24/12/1945. Cuối tháng 5/1946, thành viên Việt Cách Hồ Đức Thành tham gia Hội Liên Việt. Các thành viên Việt Cách ở Quảng Yên và Móng Cái đã rút qua Trung Quốc vào giữa tháng 6/1946. Cuối tháng 10/1946, báo Đồng Minh của Bồ Xuân Luật đưa tin về cuộc họp của một số chi bộ còn lại của Việt Cách và việc một số thành viên Việt Cách tham gia kỳ họp thứ hai của Quốc hội. Công an thu được một số tài liệu của Việt Cách và triệu tập các thành viên Việt Cách tới thẩm vấn. Từ đó trở đi một vài thành viên Việt Cách hợp tác với Việt Minh để xây dựng một hình ảnh mặt trận quốc gia liên hiệp giữa các đảng phái trong khi đó các thành viên khác bị tống giam hoặc phải lưu vong.

### Trotskyist
Tạ Thu Thâu là người tổ chức và lãnh đạo phong trào Tả Đối lập Trốt-kít (L'Opposition de Gauche), ông hoạt động cách mạng bằng nhiều phương tiện. Về báo chí, ông xuất bản tờ Vô sản (tháng 5 năm 1932), làm báo Pháp ngữ La Lutte (Tranh đấu; tháng 4 năm 1933); nhóm trí thức làm báo này được gọi là "Les Lutteurs" (nhóm Tranh đấu) theo tên tờ báo. Có tên trong đó còn có Nguyễn An Ninh, Phan Văn Hùm, Huỳnh Văn Phương, Trần Văn Thạch và Dương Bạch Mai. Vì những hoạt động này Tạ Thu Thâu bị chính quyền thực dân Pháp bắt giam từ tháng 8/1932 đến tháng 1/1933.
Ngay sau khi cấm Đại Việt Quốc dân Đảng hoạt động, Việt Nam Dân chủ Cộng hòa tố cáo những người Trotskyist (nhóm La Lutte và nhóm Liên minh Cộng sản Quốc tế) là kẻ thù của mình. Đảng cộng sản Đông Dương và những người Trotskyist từ lâu đã chỉ trích nhau là tay sai đế quốc. Tuy nhiên xung đột của hai nhóm này trước năm 1945 chỉ thể hiện bằng báo chí, diễn thuyết, truyền đơn. Sau năm 1945, hai nhóm bất đồng quan điểm về việc thực hiện cách mạng xã hội và cách đối phó với việc Đồng Minh đổ bộ vào Nam Kỳ. Những người Trotskyist muốn thực hiện ngay lập tức một cuộc cách mạng xã hội và vũ trang quần chúng chống lại lực lượng Đồng Minh còn Đảng Cộng sản Đông Dương muốn thực hiện giải phóng dân tộc trước rồi làm cách mạng xã hội đồng thời thỏa hiệp với Đồng Minh để giành độc lập từng bước.
Ngày 7 và 8 tháng 9 năm 1945, một số thành viên Trotskyist cùng tín đồ Phật giáo Hòa Hảo tham gia một cuộc tấn công đẫm máu nhưng bất thành nhằm vào các thành viên Việt Minh ở Cần Thơ. Họ tổ chức một cuộc biểu tình của khoảng 20.000 tín đồ Phật giáo Hòa Hảo với các khẩu hiệu "Võ trang quần chúng chống thực dân Pháp. Tẩy uế các phần tử thúi nát trong Ủy ban Hành chánh Nam bộ". Việt Minh huy động Thanh niên Tiền phong bắn vào đoàn biểu tình khiến nhiều người chết và bị thương.
Ngay sau đó, Dương Bạch Mai tống giam những người Trotskyist tại Sài Gòn. Binh lính Anh tìm thấy họ đêm 22/9/1945 và giao nộp cho người Pháp. Sau khi được thả, những người Trotskyist tổ chức tấn công quân Anh, Pháp theo lời kêu gọi Nam Bộ kháng chiến của Ủy ban Kháng chiến Nam Bộ do Trần Văn Giàu đứng đầu. Trong một đợt tổng rút quân của lực lượng kháng chiến Nam Bộ giữa tháng 10/1945, Đảng Cộng sản Đông Dương đã truy lùng, bắt giữ và hành quyết một cách có hệ thống khoảng 20 lãnh đạo phe Trotskyist trong đó có Phan Văn Hùm, một lãnh đạo có uy tín của phe Trotskyist. Những thành viên Trotskyist khác phải nương tựa Hòa Hảo và các đảng phái quốc gia khác ở đồng bằng sông Cửu Long.
Cuối năm 1945, trên đường ra Hà Nội, vừa đến Quảng Ngãi, ông bị giết. Một số ý kiến khác cho rằng sau khi Nhật đảo chính Pháp vào tháng 9 năm 1945, Tạ Thu Thâu về Nam Kỳ. Trên đường về, ông bị Việt Minh bắt và sau đó xử tử tại Quảng Ngãi. Phan Văn Hùm cũng là một thành viên nổi bật trong nhóm Trotskyist. Đầu năm 1946, khi Pháp đánh chiếm lại Nam Bộ, Phan Văn Hùm bị Kiều Đắc Thắng giết tại miền Đông Nam Bộ.
Tại miền Bắc, các chính quyền địa phương được lệnh phát hiện, bắt giữ và tống giam những người Trotskyist tuy Chính phủ Việt Nam Dân chủ Cộng hòa không ra văn bản nào cấm lực lượng này hoạt động. Đến năm 1946, những người Trotskyist tại miền Bắc không còn là mối lo ngại đối với chính quyền hoặc không còn người Trotskyist nào bị phát hiện. Trên báo chí, từ Trotskyist vẫn tiếp tục xuất hiện là để cảnh cáo những nhân viên nhà nước công khai phàn nàn đồng lương không đủ sống hay những người dám đấu tranh để người lao động kiểm soát nhà máy, xí nghiệp.

### Hòa Hảo
Tây Nam Bộ là nơi phát tích của giáo phái Hòa Hảo. Đa số tín đồ là những người dân hiền hòa, yêu nước. Nhằm thực hiện chính sách đại đoàn kết toàn dân, Ủy ban Nhân dân Nam Bộ mới thành lập sau Cách mạng tháng Tám đã mời người sáng lập giáo phái Hòa Hảo là Giáo chủ Huỳnh Phú Sổ giữ chức ủy viên đặc biệt của Ủy ban. Tuy nhiên, theo Việt Minh, một số lãnh đạo Hòa Hảo có nhiều tham vọng về quyền hành đã lợi dụng danh nghĩa của giáo phái Hòa Hảo đòi giao những tỉnh có đông tín đồ (như Cần Thơ, Long Xuyên, Châu Đốc) cho họ cai quản, quản lý. Khi yêu sách này không được đáp ứng, họ 2 lần tổ chức biểu tình tuần hành, kéo vào thị xã Long Xuyên (cuối tháng 8-1945) và thị xã Châu Đốc (đầu tháng 9-1945) định gây bạo loạn cướp chính quyền. Lực lượng vũ trang cách mạng được huy động đến kịp thời giải tán. Theo Archimedes L.A Patti, Hòa Hảo chống lại chủ trương của Việt Minh muốn đàm phán với Đồng Minh nên tổ chức biểu tình đòi vũ trang quần chúng chống lại việc quân Anh, Pháp đổ bộ vào Nam Kỳ.
Ngày 9/9/1945, những người đứng đầu Phật giáo Hòa Hảo lại tổ chức tuần hành ở thị xã Cần Thơ với lý do "đi rước Đức Thầy", theo Việt Minh Hòa Hảo dự định cướp chính quyền. Chính quyền tỉnh Cần Thơ giải tán cuộc biểu tình này, bắt những người cầm đầu, đưa ra tòa xét xử và kết án tử hình 3 người đứng đầu. Đối với tín đồ, chính quyền giải thích ý đồ của lãnh đạo Hòa Hảo, khuyên họ trở về nhà tiếp tục làm ăn, không để bị lợi dụng.
Với chủ trương đại đoàn kết toàn dân, ngày 6 tháng 2 năm 1946, tại Chợ Mới (Long Xuyên), Nguyễn Hữu Xuyến, Trung đoàn trưởng Khu 8, đã ký với Trần Văn Soái (Năm Lửa), thủ lĩnh một nhóm Hòa Hảo Dân Xã, một thỏa ước nhằm gác bỏ mọi hiềm khích và hiểu lầm cũ, cùng nhau đoàn kết chống thực dân Pháp. Thỏa ước này gồm 3 điều khoản:
1. Hai bên cam kết không chống lại nhau.
2. Khi một bên bị Pháp tấn công thì bên kia ứng cứu.
3. Hai bên phối hợp tổ chức đánh Pháp.

Tháng 6 năm 1946 Hòa Hảo tổ chức lại lực lượng vũ trang lấy tên Nghĩa quân Cách mạng Vệ quốc Liên đội Nguyễn Trung Trực. Pháp hỗ trợ những người chống chính quyền của Việt Minh trong đạo Hòa Hảo, trang bị và cung cấp tiền bạc cho họ. Pháp liên minh với những người đứng đầu Hòa Hảo có tư tưởng chống Việt Minh, lập ra nhiều đơn vị vũ trang mới ngoài những đơn vị vũ trang Hòa Hảo khác thành lập từ năm 1944, chiếm cứ một số vùng ở Tây Nam Bộ. Được Pháp trợ giúp, những người chống Việt Minh lập ra 4 nhóm nhằm mục đích để chống lại Việt Minh. Các nhóm này gồm:
1. Nhóm Trần Văn Soái (Năm Lửa), đóng tại Cái Vồn (Vĩnh Long).
2. Nhóm Lâm Thành Nguyên (Hai Ngoán), đóng tại Cái Dầu (Châu Đốc).
3. Nhóm Lê Quang Vinh (Ba Cụt), đóng tại Thốt Nốt (Long Xuyên).
4. Nhóm Nguyễn Giác Ngộ, đóng tại Chợ Mới (Long Xuyên).[95]

Sau một thời gian tạm hòa hoãn với Việt Minh, từ tháng 3-1947, nhóm Trần Văn Soái bỏ không tham gia kháng chiến do Việt Minh lãnh đạo nữa, mà cùng một tiểu đoàn Lê dương Pháp mở cuộc càn quét lớn vào 5 làng ở vùng Tân Châu (Châu Đốc). Đại đội 65 Vệ quốc đoàn cùng dân quân du kích địa phương đã đánh trả quyết liệt, buộc lực lượng của Năm Lửa và quân Pháp phải rút lui.
Cuối tháng 3 đầu tháng 4-1947 ở Tịnh Biên, Tri Tôn (Châu Đốc), lực lượng Hòa Hảo và Cao Đài Tây Ninh chống Việt Minh liên tục đánh phá vùng Việt Minh kiểm soát, tàn sát thường dân, đốt phá xóm làng, truy lùng cán bộ Việt Minh và quần chúng cốt cán của kháng chiến. Theo Việt Minh, những người cầm đầu Dân xã Hòa Hảo phát động một cuộc tắm máu ở Tây Nam Bộ vào ngày 6/4/1947. Những người dân không ủng hộ Dân xã Hòa Hảo đều bị xem là kẻ thù, bị giết, buộc đá vào cổ, thả trôi sông. Dân chúng vô cùng phẫn uất trước hành động dã man của Dân xã Hòa Hảo. Ngoài việc giết hại dân thường, quân Dân xã Hòa Hảo còn tổ chức các hành động cướp phá ở các vùng do Việt Minh kiểm soát tại các tỉnh Long Xuyên, Châu Đốc, Cần Thơ.
Ngày 16 tháng 4 năm 1947 Giáo chủ Phật giáo Hòa Hảo Huỳnh Phú Sổ đột ngột mất tích khi đến Tân Phú, Đồng Tháp Mười để hòa giải xung đột giữa Việt Minh và Phật giáo Hòa Hảo. Các tài liệu của phương Tây, Việt Nam Cộng hòa đều cho rằng Việt Minh thủ tiêu Huỳnh Phú Sổ. Sau khi Huỳnh Phú Sổ mất tích, quan hệ Việt Minh - Hòa Hảo hoàn toàn đổ vỡ.
Năm 1947, các lực lượng Việt Minh vừa tổ chức tuyên truyền vũ trang, vừa mở một trận đánh lớn tại Kinh 13. Chỉ huy quân sự của Dân xã Hòa Hảo lừa dối tín đồ nói: "Súng Việt Minh bắn không nổ!", xua tín đồ tràn vào trận địa của Việt Minh. Lực lượng vũ trang của Việt Minh một mặt giải thích cho các tín đồ hiểu, mặt khác đánh quân của Dân xã Hòa Hảo, diệt nhiều lính, thu nhiều súng, có 1 Bazoka. Ở khu vực giữa Phú An - Phú Lâm (Tân Châu), Đại đội 65 đánh bật lực lượng của Dân xã ra khỏi vùng này. Việt Minh mở rộng công tác vũ trang tuyên truyền về hướng Thoại Sơn, tiếp tục tiến công ở Ba Thê, đánh lính Lê dương đi tàu sắt đổ bộ lên Mốp Văn và Núi Sập, diệt trên 200 lính.
Tháng 6/1947, nhằm thu hút tín đồ Hòa Hảo tạo thành khối đoàn kết các lực lượng chống Pháp, Việt Minh thành lập Ban Hòa Hảo vận tại Chợ Mới - Nhà Bàn, tập trung hoạt động vùng Long Xuyên, Châu Đốc, tuyên truyền chính sách đại đoàn kết dân tộc, vận động tín đồ Hòa Hảo cùng toàn dân kháng chiến chống xâm lược Pháp. Do Phật giáo Hòa Hảo có tín đồ rất đông ở miền Tây, nhất là các tỉnh: Long Xuyên, Châu Đốc, Hà Tiên, Cần Thơ... Đạo này có tổ chức chính trị là Việt Nam Dân chủ Xã hội Đảng làm nòng cốt, nên có nhiều diễn biến phức tạp ngay cả trong nội bộ của đạo. Những người chống Việt Minh trong đạo Hòa Hảo, tổ chức nhiều lực lượng vũ trang hợp tác với Pháp, áp bức khủng bố dân chúng ủng hộ Việt Minh, gây ra nhiều tội ác. Dù vậy, đa số tín đồ là nông dân, khi Việt Minh tích cực vận động thì một số tín đồ Hòa Hảo giác ngộ và tham gia cuộc kháng chiến do Việt Minh lãnh đạo. Sư thúc Huỳnh Văn Trí là người chỉ huy một đơn vị vũ trang trong kháng chiến đã có công lớn trong công cuộc vận động tín đồ Hòa Hảo tham gia kháng chiến. Trong những năm 1949 - 1950, nhiều đồn bốt đã án binh bất động, "trung lập hóa", không đàn áp dân chúng và tránh không đụng độ với lực lượng Việt Minh.
Nói chung giai đoạn này, Hòa Hảo phần lớn ủng hộ Pháp, còn một bộ phận nhỏ ủng hộ Việt Minh:
- Giáo hội Phật giáo Hòa Hảo ủng hộ Pháp: Huỳnh Phú Sổ, Nguyễn Long Thành Nam, Huỳnh Thanh Mậu (em trai của Huỳnh Phú Sổ)...
  - Việt Nam Dân chủ Xã hội Đảng: nhưng do những người không phải Hòa Hảo lãnh đạo như Nguyễn Văn Sâm, Nguyễn Bảo Toàn...
  - Quân đội Hòa Hảo: Trần Văn Soái, Lâm Thành Nguyên, Lê Quang Vinh, Nguyễn Giác Ngộ...
- Hội Hòa Hảo Kháng chiến ủng hộ Việt Minh: một số tín đồ ủng hộ Việt Minh nhưng thiếu ghi chép lại, một tín đồ được ghi nhận là sư thúc Huỳnh Thiện Từ

### Cao Đài
Đạo Cao Đài là một tôn giáo được thành lập ở Việt Nam vào đầu thế kỷ XX, năm 1926. Tên gọi Cao Đài theo nghĩa đen chỉ "một nơi cao", nghĩa bóng là nơi cao nhất ở đó Thượng đế ngự trị; cũng là danh xưng rút gọn của Thượng đế trong tôn giáo Cao Đài, vốn có danh xưng đầy đủ là Cao Đài Tiên Ông Đại Bồ Tát Ma Ha Tát. Để tỏ lòng tôn kính, một số tín đồ Cao Đài thường gọi tôn giáo của mình là đạo Trời.
Cả người Nhật lẫn Việt Minh đều tranh thủ ra sức lôi kéo các nhóm Cao Đài. Do sự vận động của các cán bộ Việt Minh, một nhóm các chức sắc Cao Đài, nòng cốt ở các phái Tiên Thiên, Ban Chỉnh Đạo và Minh Chơn Đạo, đã bí mật thành lập Hội Cao Đài Cứu Quốc. Hội hoạt động chủ yếu ở các vùng xa ở Tây Nam Bộ, bí mật tập hợp lực lượng trên nền tảng Thanh niên Đạo đức đoàn dưới sự lãnh đạo của Cao Triều Phát cố vấn Ủy ban Kháng chiến Hành chính Nam Bộ, có xu hướng chống cả Pháp lẫn Nhật. Người Nhật thì can thiệp mở lại Tòa Thánh Tây Ninh tại Sài Gòn, đổi lại việc Giáo sư Thượng Vinh Thanh (Trần Quang Vinh), người tạm thời thay mặt Hộ pháp Phạm Công Tắc lãnh đạo các tín đồ Cao Đài Tòa Thánh Tây Ninh, tập hợp các tín đồ hợp tác với quân đội Nhật để chống Pháp. Khá đông tín đồ Cao Đài được tuyển làm nhân công của xưởng đóng tàu Nichinan của quân đội Nhật tại Nam Bộ. Một lực lượng bán vũ trang Cao Đài được ra đời với tên gọi Nội ứng nghĩa binh, dưới danh nghĩa được Hoàng thân Cường Để chỉ thị thành lập để liên minh với Nhật Bản.
Trong Cách mạng tháng Tám, nhiều nhóm bán vũ trang Cao Đài đã gia nhập Cao Đài Cứu Quốc và tham gia giành chính quyền ở khắp Nam Bộ. Sau khi giành được chính quyền cuối tháng 8 năm 1945, nhiều chức sắc Cao Đài được chính quyền Việt Minh mời ra tham chính. Tại Tây Ninh, một tín đồ Cao Đài Tòa Thánh Tây Ninh là ông Trương Văn Xương được mời làm Phó Chủ tịch Ủy ban Hành chánh tỉnh, một chức sắc Cao Đài thuộc Tòa Thánh Tây Ninh khác là Giáo sư Thượng Chữ Thanh (Đặng Trung Chữ) được mời làm cố vấn.
Khi Pháp tái chiếm Nam Bộ, lực lượng vũ trang Cao Đài Tòa Thánh Tây Ninh tham chiến tại các mặt trận số 1 và số 2, chiến đấu ở mặt Đông và Bắc Sài Gòn. Sau khi vào Nam, Đặc phái viên Trung ương Nguyễn Bình đã tổ chức hội nghị An Phú Xã, thống nhất tổ chức các đơn vị vũ trang thành các chi đội Vệ Quốc đoàn. Lực lượng vũ trang Cao Đài Tòa Thánh Tây Ninh được tổ chức thành 2 chi đội số 7 do Nguyễn Thanh Bạch chỉ huy và chi đội số 8 do Nguyễn Hoài Thanh chỉ huy.
Tuy nhiên, trước sức mạnh của quân Pháp, các mặt trận nhanh chóng tan vỡ. Nhiều đơn vị vũ trang tan rã, hoặc trở thành những lực lượng quân phiệt cát cứ, không chịu sự chỉ huy thống nhất. Một số chức sắc cao cấp và chỉ huy quân sự Cao Đài đã đưa lực lượng của mình rút về Tây Ninh và xây dựng các căn cứ để bảo vệ Tòa Thánh Tây Ninh. Hành động cát cứ này là lý do để các phần tử Việt Minh quá khích lên án các tín đồ Cao Đài Tòa Thánh Tây Ninh là phản bội. Một vài cuộc xung đột đẫm máu đã nổ ra bắt nguồn từ những tín đồ Cao Đài và các phần tử Việt Minh quá khích. Chi đội số 7 và số 8 do Cao Đài chỉ huy bị Việt Minh bao vây tước khí giới. Giáo sư Thượng Vinh Thanh (Trần Quang Vinh) cũng bị bắt tại Chợ Đệm và bị giải giam tại Cà Mau cùng với Giáo sư Hồ Văn Ngà, Chủ tịch Việt Nam Độc lập Đảng.
Nắm được sự mâu thuẫn này và để tranh thủ thêm đồng minh trong cuộc chiến chống Việt Minh, chính quyền Pháp cho phép Hộ pháp Phạm Công Tắc trở về Tòa Thánh Tây Ninh, đổi lại các tín đồ Cao Đài sẽ không tấn công người Pháp và được quân Pháp bảo trợ. Thậm chí, chính quyền Pháp còn cho phép các lãnh thổ do Tòa Thánh Tây Ninh kiểm soát có quyền tự trị. Lực lượng vũ trang Cao Đài Tòa Thánh Tây Ninh được chính quyền Pháp bảo trợ và trang bị vũ khí, do Trung tướng Trần Quang Vinh làm Tổng tư lệnh, Thiếu tướng Nguyễn Văn Thành làm Tham mưu trưởng, có vai trò như một lực lượng bổ sung (Forces supplétives), hỗ trợ quân Pháp trong các chiến dịch tấn công Việt Minh.
Bất đồng trước sự hợp tác của một số chức sắc với quân Pháp, các chức sắc còn lại của Cao Đài Tòa Thánh Tây Ninh đã gia nhập "Cao Đài Cứu Quốc", mở rộng thành "Cao Đài Cứu Quốc 12 phái Hiệp Nhứt" với lập trường tiếp tục ủng hộ kháng chiến chống Pháp. Các lực lượng vũ trang của Cao Đài Cứu Quốc được tập hợp thành Trung đoàn 124, chiến đấu cho đến hết cuộc Kháng chiến chống Pháp dưới quyền chỉ huy của Việt Minh. Phản ứng trước việc này, lãnh đạo Tòa Thánh Tây Ninh tuyên bố trục xuất các chức sắc và tín đồ Cao Đài Tòa Thánh Tây Ninh nào tham gia Cao Đài Cứu Quốc.
Nói chung giai đoạn này, Cao Đài bị chia rẽ thành 2 nhóm chính:
- Hội Cao Đài Cứu quốc 12 Phái Hợp nhất ủng hộ Việt Minh[26][27][104], bao gồm các chi phái:
  - Minh Chơn Đạo: Cao Triều Phát...
  - Ban Chỉnh Đạo: Nguyễn Ngọc Tương, Nguyễn Ngọc Bích, Nguyễn Ngọc Nhựt...
  - Tiên Thiên: Nguyễn Văn Ngợi...
  - Một bộ phận Tòa Thánh Tây Ninh kháng Pháp: Nguyễn Văn Khảm ...
  - Một bộ phận Bạch Y Chơn Lý kháng Pháp: Trần Minh Nhựt...
- Hội Thánh Cao Đài Tòa Thánh Tây Ninh ủng hộ Pháp[105][106], đây là nhóm Cao Đài đông nhất và được biết đến rộng rãi nhất trong giai đoạn này: Phạm Công Tắc, Phan Khắc Sửu...
  - Quân đội Cao Đài: Trần Quang Vinh, Nguyễn Thành Phương, Nguyễn Văn Thành...
  - Cao Đài Liên minh: Trình Minh Thế, Văn Thành Cao...

### Bình Xuyên
Bình Xuyên nguyên thủy là ấp Bình Xuyên thuộc làng Chánh Hưng, huyện Nhà Bè, Sài Gòn. Kể từ năm 1945, danh xưng "Bình Xuyên" được dùng để mô tả Bộ đội Bình Xuyên với nòng cốt là giới du đãng ven Sài Gòn, hoạt động trong 10 năm (1945 - 1955).
Sau khi quân Anh-Pháp gây hấn ở Sài Gòn (23 tháng 9 năm 1945), nhiều lực lượng quân sự chống Pháp được thành lập. Người lập bộ đội thường lấy tên của mình đặt cho lực lượng trong vùng, như bộ đội Tân Quy cũng được gọi là bộ đội Dương Văn Dương, hay gọn hơn là bộ đội Ba Dương. Bộ đội Nhà Bè mang tên bộ đội Hai Nhị, Hai Soái... Khi Dương Văn Dương, thủ lĩnh các nhóm giang hồ Nam Bộ, thống nhất các lực lượng quân sự chống Pháp ở Tân Quy, Tân Thuận, Nhà Bè, Thủ Thiêm, ông đã chọn cái tên "Bình Xuyên" để đặt cho lực lượng thống nhất này. Đây là tên chữ trên bản đồ Sài Gòn - Chợ Lớn để chỉ vùng Hố Bần, còn gọi là Xóm Cỏ, địa bàn hoạt động của lực lượng này. Cái tên "Bình Xuyên" còn hàm chỉ: "Bình" gợi chiến công đánh chiếm và bình định, còn chữ "Xuyên" để chỉ vùng chi chít sông rạch.
Bộ đội Bình Xuyên là lực lượng quân sự mạnh nhất ở vùng Đông Nam Bộ thời bấy giờ. Địa bàn hoạt động được tổ chức thành Liên khu Bình Xuyên (gồm các chi đội số 2, 3, 4, 7, 9, 21, 25), đảm trách nhiệm vụ bao vây quân Anh-Pháp ở mạn Nam Sài Gòn. Sau khi đặc phái viên trung ương Nguyễn Bình vào tổ chức quân đội, Dương Văn Dương được chỉ định làm Khu bộ phó Khu 7. Sau khi Dương Văn Dương tử trận vào năm 1946, lực lượng Bình Xuyên bị phân hóa. Một bộ phận chống Pháp do Dương Văn Hà (tức Năm Hà, em cùng cha khác mẹ của Dương Văn Dương) chỉ huy, được tổ chức lại và phiên chế chính quy thành Vệ quốc đoàn. Một bộ phận khác do Lê Văn Viễn (tức Bảy Viễn) chỉ huy, li khai năm 1948 và hợp tác với Pháp, sau đó tham gia vào chính phủ Quốc gia Việt Nam. Thành phần này là lực lượng Bình Xuyên được biết đến nhiều nhất vào thập niên 1950. Tháng 12/1947, Đại úy Savani (Thuộc Phòng nhì Pháp, một cơ quan tình báo quốc phòng hải ngoại của Pháp) cho người bí mật tiếp xúc với Bảy Viễn để chuẩn bị lập Chiến khu Quốc gia Rừng Sác.
Đầu năm 1948, Bảy Viễn đồng ý đi Đồng Tháp gặp Nguyễn Bình (Nguyễn Bình cho mời Huỳnh Văn Nghệ hay còn gọi là Tám Nghệ đi Rừng Sác để thuyết phục vì biết Bảy Viễn rất nể trọng Tám Nghệ dù ông tướng này không phải dân giang hồ), và để tham gia cuộc họp quan trọng do Nguyễn Bình chủ trì với mục đích phong Bảy Viễn chức Khu trưởng khu 7, đồng thời giải quyết những mâu thuẫn đang tồn tại giữa bộ đội Bình Xuyên của Bảy Viễn và bộ đội Nguyễn Bình. Tại cuộc họp, Bảy Viễn đã trả lời những chất vấn của Nguyễn Bình về những mâu thuẫn nội bộ và tỏ ý nghi ngờ, lưỡng lự trong việc nhận chức Khu trưởng khu 7 mà trước đó Bảy Viễn cho rằng người xứng đáng nhận chức này phải là Huỳnh Văn Nghệ vì chiến công của bộ đội Tám Nghệ vượt xa những chiến công của bộ đội Bảy Viễn. Nguyễn Bình quyết định giải tán các đơn vị thuộc Bình Xuyên, phiên chế thành các đơn vị Vệ quốc đoàn để đối phó âm mưu chia rẽ các lực lượng Quốc gia và Việt Minh của Phòng nhì Pháp, mặc cho rất nhiều những lãnh đạo chủ chốt bên phía Bình Xuyên phản đối quyết định này (Bao gồm cả Mười Trí, một trong những thủ lĩnh chính của Lực lượng Bình Xuyên). Nguyễn Long Thành Nam cho rằng Bảy Viễn phản đối quyết liệt vì ông nghĩ Nguyễn Bình đã sát hại Giáo chủ Phật giáo Hòa Hảo Huỳnh Phú Sổ và hai lần ám sát Viễn nhưng bất thành. Bảy Viễn nói với Nguyễn Bình "chúng tôi không hài lòng về cung cách đồng chí đối xử với chúng tôi. Bình Xuyên đã chiến đấu từ trước khi đồng chí vào tới Nam Bộ, đồng chí không hề đề nghị giúp đỡ gì chúng tôi, mà đồng chí chỉ hạ lịnh bắt chúng tôi phải thi hành... Chúng tôi nghĩ rằng các chánh trị viên không có gì để dạy dỗ chúng tôi....". Bảy Viễn kết tội Nguyễn Bình đã hai lần ám sát ông, Nguyễn Bình phản bác "Chính hắn (Bảy Viễn) đã nhiều lần mưu sát tôi, đoàn hộ vệ của tôi đã chết về tay hắn". Bảy Viễn từ chối chức Khu trưởng khu 7 và tỏ vẻ bất hợp tác với Việt Minh. Trên đường từ Đồng Tháp trở về Rừng Sác, Bảy Viễn và đoàn tùy tùng bị Trung đoàn 306 của Nguyễn Bình phục kích trong đêm nhưng Bình Xuyên đã đề phòng nên họ thoát khỏi vòng phục kích.
Ngày 12 tháng 6 năm 1948, qua sự trung gian móc nối của Đại úy Savani (Trưởng phòng nhì Pháp) cùng Thiếu úy Cistisni, Bảy Viễn họp với 2 sĩ quan Pháp bàn việc hợp tác giữa 2 bên. Ngày 13 tháng 6, Bảy Viễn mở cuộc hành quân để tái chiếm chiến khu Rừng Sác của Việt Minh nhưng không thành vì tướng Nguyễn Bình đã cho củng cố chiến khu này rất chặt chẽ. Ngày 1 tháng 8 cùng năm, Bảy Viễn được Tướng De Latour gắn lon Đại tá và thuộc quyền Tổng trấn Nam phần.
Từ năm 1948, nhóm Bình Xuyên li khai là một lực lượng quân sự bổ sung nằm trong khối Liên hiệp Pháp dưới danh xưng "Công an Xung phong", địa bàn hoạt động ở xung quanh Sài Gòn. Dưới sự đồng thuận của Pháp, Bình Xuyên kiểm soát nhiều sòng bài, nhà thổ, cùng những thương cuộc lớn nhỏ khắp vùng Sài Gòn - Chợ Lớn trong đó phải kể Casino Grande Monde (Đại Thế giới), Casino Cloche d'Or (Kim Chung), Bách hóa Noveautes Catinat. Có tài liệu còn cho thấy Bảy Viễn móc nối với người đảo Corse (Thuộc nước Pháp) để buôn thuốc phiện và ma tuý công khai. Trong giới giang hồ miền Nam khi đó thì Bảy Viễn là người thành công nhất về quyền lực, sự giàu sang cũng như danh vọng.
Sau Hiệp định Genève, Bình Xuyên phải sáp nhập vào Quân đội Quốc gia Việt Nam nhưng ngầm không phục tùng. Đến năm 1955 thì nhóm Bình Xuyên bị lực lượng của Ngô Đình Diệm tiêu diệt. Bảy Viễn và các thuộc cấp được Pháp giải thoát và đưa sang Pháp bằng phi cơ, bắt đầu cuộc sống lưu vong.
Nói chung giai đoạn này, phần lớn Bình Xuyên gia nhập Việt Minh, chỉ một nhóm nhỏ ủng hộ Pháp:
- Bộ đội Bình Xuyên ủng hộ Việt Minh, sáp nhập vào Vệ quốc đoàn[20][110]: Dương Văn Dương, Huỳnh Văn Trí, Dương Văn Hà, Mai Văn Vĩnh...
- Quân lực Quốc gia Bình Xuyên ủng hộ Pháp, sau trở thành băng đảng tội phạm, đây là nhóm Bình Xuyên được biết đến nhiều nhất trong chế độ Việt Nam Cộng hòa sau này[20][21]: Lê Văn Viễn, Thái Hoàng Minh, Lai Văn Sang...

### Công giáo
Người Công giáo Việt Nam tích cực ủng hộ sự độc lập của Việt Nam, đặc biệt thấy rõ khi Việt Nam Dân chủ Cộng hòa được tuyên bố thành lập vào tháng 9 năm 1945. Ngày tuyên ngôn độc lập  mùng 2 tháng 9 khi đó trùng vào ngày lễ kính các đấng tử đạo Việt Nam. Trong chính quyền Việt Nam có những nhân vật Công giáo nổi bật như Nguyễn Mạnh Hà, Ngô Tử Hạ, Vũ Đình Tụng. Người Công giáo Việt Nam chống lại việc thực dân Pháp quay trở lại Đông Dương, và họ trở nên dấn sâu vào phong trào độc lập dân tộc. Chính quyền Việt Nam cử lãnh đạo cấp cao tới dự lễ tấn phong Giám mục Tađêô Lê Hữu Từ và lễ thành lập Liên đoàn Công giáo tại Phát Diệm. Là người quyết liệt chống Pháp, Giám mục Lê Hữu Từ nhận lời mời của Chủ tịch Hồ Chí Minh làm cố vấn tối cao của chính phủ.
Trong giai đoạn ban đầu này, tiếp xúc giữa Công giáo và cộng sản tại miền Bắc diễn ra trực tiếp và ở cấp cao nhất, còn tại miền Nam, nơi sớm bị Pháp tái chiếm, các cuộc liên lạc này ít chính thức hơn. Phong trào kháng Pháp của người Công giáo ở Nam Bộ cũng diễn ra sôi nổi, nhiều người trong số đó ủng hộ Việt Minh như bác sĩ Nguyễn Tấn Gi Trọng, luật sư Thái Văn Lung, luật sư Nguyễn Thành Vĩnh.
Nhiều giáo sĩ Công giáo Việt Nam đề cao tinh thần dân tộc, chống thực dân đồng thời cố gắng giữ người Công giáo khỏi bị cuốn vào cuộc chiến giữa thực dân Pháp và Việt Minh. Hai địa phận Phát Diệm và Bùi Chu được vũ trang thành khu tự vệ Công giáo. Trong suốt cuối thập niên 1940, khu vực này giữ được sự độc lập khỏi cả thực dân Pháp và Việt Minh. Nhiều người dân lương, giáo đã kéo về đây để tránh tình hình chiến sự căng thẳng.
Trong suốt Chiến tranh Đông Dương, Tòa Thánh Vatican không sẵn lòng ủng hộ thực dân Pháp lôi kéo người Công giáo Việt Nam. Vấn đề là phong trào dân tộc ở Việt Nam lại do Đảng cộng sản lãnh đạo. Vatican cho rằng thức hệ cộng sản với chủ trương nhà nước vô thần muốn loại bỏ các tôn giáo. Tháng 6 năm 1948, Vatican nhận định rằng người cộng sản Việt Nam "từng chút một" bộc lộ bản chất không phải là những người yêu nước mà là một đảng chống tôn giáo sẽ tiến hành việc "bách hại có hệ thống" người Công giáo Việt Nam. Ngày 1 tháng 7 năm 1949, khi Đảng cộng sản đang dần kiểm soát toàn bộ Trung Quốc, Giáo hoàng Piô XII ra sắc lệnh cấm tín hữu Công giáo khắp thế giới cộng tác với phong trào cộng sản.
Từ năm 1950, cả thực dân Pháp và Việt Minh đều muốn kiểm soát khu tự trị Phát Diệm–Bùi Chu, Việt Nam Dân chủ Cộng hòa trở nên gắn bó với khối cộng sản quốc tế, trong khi Vatican thì lên án mọi sự cộng tác với cộng sản, còn Quốc gia Việt Nam phi cộng sản được Hoa Kỳ hậu thuẫn đang trỗi dậy, dẫn đến việc các giáo sĩ Việt Nam nghiêng về phía chống cộng nhưng không từ bỏ chủ nghĩa dân tộc và chống thực dân. Năm 1951 tại Hà Nội, các đấng bản quyền Đông Dương ra thư chung thể hiện lập trường chống cộng sản gay gắt: "Chẳng những không được nhập đảng cộng sản, mà lại anh em không thể cộng tác bất kỳ dưới hình thức nào có thể giúp đỡ họ nắm chính quyền." Lá thư thôi thúc lòng yêu nước và đức bác ái: "Lòng ái quốc là tình yêu tổ quốc, là yêu quê cha đất tổ … chúng tôi khích lệ và vun trồng nó như các nhân đức Kitô giáo khác."
Năm 1951, thực dân Pháp kiểm soát về mặt hành chính và quân sự đối với khu Phát Diệm–Bùi Chu, chấm dứt sự tự trị của nơi này. Thái độ chính trị hoặc trung lập chính trị của người Công giáo Việt Nam cho thấy sự đa dạng: họ không phải là một khối đồng nhất. Đông đảo hơn cả là những giáo hữu theo đường lối của các giám mục, thiểu số là những người ủng hộ Bảo Đại, hoặc là theo Việt Minh. Tại Địa phận Hà Nội, Giám mục Giuse Maria Trịnh Như Khuê xử lý quân bình trước cả hai phía. Theo trang VietCatholic ở hải ngoại, các nghiên cứu gần đây cho thấy Tòa Thánh và giới Công giáo Việt Nam không cộng tác với thực dân Pháp như thường được tuyên truyền.
Nói chung giai đoạn này, Công giáo bị chia rẽ giữa nhiều lập trường khác nhau:
- Hội Công giáo Cứu quốc và Hội Công giáo Kháng chiến ủng hộ Việt Minh, sau này hợp nhất thành Ủy ban Đoàn kết Công giáo Việt Nam: Đa Minh Maria Hồ Ngọc Cẩn, Gioakim Nguyễn Bá Luật, Vũ Đình Tụng, Phêrô Phạm Bá Trực, Thái Văn Lung...
- Liên đoàn Công giáo Việt Nam từng ủng hộ Việt Minh rồi ngả về phía Quốc gia Việt Nam: Giám mục Tađêô Lê Hữu Từ, Phêrô Máctinô Ngô Đình Thục, Phêrô Maria Phạm Ngọc Chi, Giuse Maria Trịnh Như Khuê,...
- Hạn chế thể hiện thái độ chính trị: Gioan Baotixita Nguyễn Bá Tòng, Gioan Baotixita Trần Hữu Đức, Đa Minh Hoàng Văn Đoàn, Phaolô Nguyễn Văn Bình,...

### Phật giáo
Phần lớn phật tử và chư tăng Phật giáo tham gia kháng chiến và gia nhập các Hội Phật giáo Cứu quốc trên cả nước.
Các sư tăng nổi bật tham gia Việt Minh có thể kể đến: Thích Tịnh Khiết, Thích Minh Nguyệt, Thích Tâm An, Thích Thanh Chân, Thích Trí Thủ, Thích Mật Thể, Thích Thế Long, Thích Thiện Minh, Thích Trí Quang, Thích Trí Độ, Thích Thanh Tứ, Minh Tịnh...
Có thể nói Phật giáo là tôn giáo lớn nhất ở Việt Nam thời đó và cũng là tôn giáo ủng hộ Việt Minh và tham gia kháng chiến chống Pháp. Tuy nhiên, người Phật giáo đã đụng chạm với thái độ và hành động chèn ép từ những người vô thần cực đoan trong thời gian kháng chiến. Nhiều lãnh đạo Phật giáo trong các vùng kháng chiến bị cô lập hóa như cư sĩ Thiều Chửu, tăng sĩ Thích Mật Thể, tăng sĩ Thích Tuệ Chiếu, tăng sĩ Thích Huyền Quang v.v. Phía Quốc gia Việt Nam và Pháp từng cố gắng thành lập một số hội Phật giáo chống Việt Minh như Phật giáo Thuyền Lữ ở miền nam hoặc Phật giáo Cổ Sơn Môn ở miền trung nhưng không hiệu quả. Trong vùng Quốc gia, Tổng hội Phật giáo Việt Nam được thành lập năm 1951 giữa bối cảnh người Phật giáo ít dấn thân vào xã hội.

### Tin Lành
Tin Lành lúc này chưa có nhiều tín đồ như các tôn giáo khác, nhưng vẫn tổ chức một Hội thánh Tin Lành để lãnh đạo các tín đồ cả nước. Cũng giống Công giáo, bên Tin Lành cũng bị chia rẽ với nhiều tín đồ và mục sử ủng hộ các phe khác nhau trong thời chiến tranh. Dù vậy hầu như không có xung đột nào giữa Việt Minh và Tin Lành được ghi chép lại.
Nói chung giai đoạn này, bên Tin Lành cũng bị chia rẽ thành 2 nhóm khác nhau, mặc dù về lý thuyết vẫn là chung một Hội thánh:
- Nhóm ủng hộ Việt Minh: Bùi Hoành Thử, Dương Tự Ấp, Trần Văn Đệ... Về sau nhóm này thành lập Hội thánh Tin Lành tại miền Bắc
- Nhóm ủng hộ Pháp hoặc chủ trương trung lập: Lê Văn Thái, Lê Hoàng Phu... Về sau nhóm này thành lập Hội thánh Tin Lành tại miền Nam

## Kết quả
Tại miền bắc và miền trung, Việt Minh có cơ sở và hậu thuẫn mạnh mẽ nên đánh dẹp thành công các tổ chức đối lập. Sau Vụ án Phố Ôn Như Hầu ngày 12 tháng 7 năm 1946, phần lớn cơ sở Việt Quốc, Việt Cách và Đại Việt bị đánh sập. Bên cạnh đó việc quân đội Trung Hoa Dân quốc rút đi vào ngày 15 tháng 6 năm 1946 cũng làm các đảng quốc gia mất đi chỗ dựa. Phần lớn đảng viên các đảng trên phải bỏ trốn sang Trung Quốc. Sau khi quân Pháp tấn công Hà Nội và cuộc kháng chiến chống Pháp bùng nổ ngày 19 tháng 12 năm 1946, chính phủ Việt Nam Dân chủ Cộng hòa và Tổng bộ Việt Minh phải rút ra chiến khu. Nhân cơ hội đó tàn dư Việt Quốc, Việt Cách và Đại Việt kéo về lại Việt Nam và cộng tác với Pháp.
Tại miền nam, tình thế khó khăn hơn cho Việt Minh vì có quá nhiều giáo phái, đảng phải và tổ chức đoàn thể khác nhau cùng tồn tại. Dù vậy Xứ ủy Nam Kỳ đã khéo léo lôi kéo Thanh niên Tiền phong và Bộ đội Bình Xuyên gia nhập Việt Minh. Về sau một nhóm Bình Xuyên tách ra quy hàng Pháp. Đạo Cao Đài và Đạo Hòa Hảo thì bị chia rẽ thành nhóm chống Pháp theo Việt Minh và nhóm thân Pháp.
Trong số các tôn giáo thì Phật giáo có xu hướng ủng hộ Việt Minh mạnh mẽ, các Hội Phật giáo Cứu quốc và Phật giáo Kháng chiến được thành lập trên khắp cả nước. Khi chiến tranh kết thúc thì được thống nhất lại thành Giáo hội Phật giáo Việt Nam hiện nay. Riêng Công giáo thì chia thành nhóm ủng hộ Pháp, ủng hộ Việt Minh và trung lập.
Tóm lại, sau thành công trấn áp các đảng phái đối lập ban đầu, Việt Minh vẫn phải tiếp tục chiến đấu chống lại các phe phái thân Pháp. Xung đột xảy ra rải rác, đặc biệt là tại cái vùng Công giáo ở Bắc Bộ; và các vùng Hòa Hảo, Cao Đài và Bình Xuyên theo Pháp ở Nam Bộ. Ngày 2 tháng 7 năm 1949, Quốc gia Việt Nam thuộc khối Liên hiệp Pháp được thành lập, với Bảo Đại làm Quốc trưởng. Các phe phái chống cộng tích cực tham gia chính quyền mới lập để chống lại Việt Minh, mặc dù thực tế Quốc gia Việt Nam không có thực quyền và hoàn toàn lệ thuộc vào Pháp. Xung đột đảng phái về cơ bản tạm dừng khi Việt Minh chuyển trọng tâm sang chống lại Quốc gia Việt Nam.
Phản ứng trước việc Pháp âm mưu chia rẽ, ngày 7 tháng 3 năm 1951 Mặt trận Việt Minh và Hội Liên hiệp Quốc dân Việt Nam hợp nhất lại thành Mặt trận Liên Việt để đoàn kết các tầng lớp nhân dân chống Pháp.

## Các đảng viên đối lập ủng hộ Việt Minh
Một số đảng viên các đảng đối lập quay sang ủng hộ Việt Minh và tiếp tục cộng tác trong chính quyền Việt Nam Dân chủ Cộng hòa, có thể kể đến:
- Việt Nam Cách mệnh Đồng minh Hội[134][135]: Đinh Chương Dương (sau 1941), Bồ Xuân Luật, Hồ Đức Thành, Trương Trung Phụng (sau 1945)
- Việt Nam Quốc dân Đảng[136][137][138]: Phan Khôi, Chu Bá Phượng, Trúc Khê (sau 1945); và nhiều đảng viên cấp thấp khác như[139] Trịnh Khắc Giản, Phạm Văn Thóc, Phạm Nhật Tiên, Đào Duy Kỳ...
- Việt Nam Quốc gia Độc lập Đảng[140]: Ngô Tấn Nhơn (sau 1945)
- Phong trào Đệ Tứ Quốc tế tại Việt Nam[141]: Trương Tửu (sau 1946)
- Việt Nam Phục quốc Đồng minh Hội[142]: Hồ Học Lãm (sau 1941)

Sau khi Pháp rút khỏi Việt Nam, nhiều người tiếp tục nắm giữ các chức vụ quan trọng trong chính phủ Việt Nam Dân chủ Cộng hòa và Mặt trận Tổ quốc Việt Nam.